# Montfermeil
Montfermeil est une commune française située dans le département de la Seine-Saint-Denis en région Île-de-France.

## Géographie

### Localisation

Localisation de Montfermeil dans la petite couronne.

La ville se situe à 15 km à l’est de Paris, sur le flanc sud du plateau portant la forêt de Bondy.
Montfermeil se situe sur un point culminant de la Seine-Saint-Denis, limitrophe de la Seine-et-Marne, et se trouve dans l'aire d'attraction de Paris, dans son unité urbaine, ainsi que dans la zone d'emploi et dans le bassin de vie de la capitale.

### Communes limitrophes
La ville est limitrophe de Clichy-sous-Bois au nord-ouest ; Coubron au nord ; Gagny au sud-ouest ; Chelles au sud-est ; Courtry au nord-est formant un quadripoint avec Chelles et Coubron. 

### Géologie et relief
La superficie de la commune est de 5,45 km2 ; son altitude varie de 62  à   117 mètres.

### Hydrographie
Aucun cours d'eau ne draine la commune.

### Climat
Pour des articles plus généraux, voir Climat de l'Île-de-France et Climat de la Seine-Saint-Denis.
En 2010, le climat de la commune est de type climat océanique dégradé des plaines du Centre et du Nord, selon une étude du CNRS s'appuyant sur une série de données couvrant la période 1971-2000. En 2020, Météo-France publie une typologie des climats de la France métropolitaine dans laquelle la commune est exposée à un climat océanique altéré et est dans la région climatique Sud-ouest du bassin Parisien, caractérisée par une faible pluviométrie, notamment au printemps (120 à 150 mm) et un hiver froid (3,5 °C).
Pour la période 1971-2000, la température annuelle moyenne est de 11,1 °C, avec une amplitude thermique annuelle de 15,4 °C. Le cumul annuel moyen de précipitations est de 691 mm, avec 10,2 jours de précipitations en janvier et 7,9 jours en juillet. Pour la période 1991-2020, la température moyenne annuelle observée sur la station météorologique la plus proche, située sur la commune de Neuilly-sur-Marne à 5 km à vol d'oiseau, est de 12,3 °C et le cumul annuel moyen de précipitations est de 721,2 mm,. Pour l'avenir, les paramètres climatiques de la commune estimés pour 2050 selon différents scénarios d'émission de gaz à effet de serre sont consultables sur un site dédié publié par Météo-France en novembre 2022.
| Mois                                  | jan.           | fév.             | mars          | avril         | mai           | juin          | jui.          | août          | sep.          | oct.            | nov.            | déc.            | année     |
| ------------------------------------- | -------------- | ---------------- | ------------- | ------------- | ------------- | ------------- | ------------- | ------------- | ------------- | --------------- | --------------- | --------------- | --------- |
| Température minimale moyenne (°C)     | 2,1            | 1,9              | 4             | 6,2           | 9,8           | 13,1          | 15,1          | 14,7          | 11,2          | 8,5             | 5               | 2,6             | 7,8       |
| Température moyenne (°C)              | 4,9            | 5,4              | 8,5           | 11,5          | 15,1          | 18,4          | 20,7          | 20,4          | 16,6          | 12,7            | 8,1             | 5,4             | 12,3      |
| Température maximale moyenne (°C)     | 7,7            | 9                | 13,1          | 16,8          | 20,4          | 23,8          | 26,2          | 26,2          | 22            | 16,9            | 11,3            | 8,1             | 16,8      |
| Record de froid (°C) date du record   | −17 17.01.1985 | −12,5 08.02.1991 | −9,5 13.03.13 | −4,3 06.04.21 | −0,6 06.05.19 | 4 04.06.01    | 7,5 31.07.15  | 5 30.08.1986  | 1,5 30.09.18  | −4,5 30.10.1997 | −8,7 24.11.1998 | −8,9 29.12.1996 | −17 1985  |
| Record de chaleur (°C) date du record | 16,6 28.01.02  | 21,4 27.02.19    | 26,9 31.03.21 | 29,9 20.04.18 | 33,1 27.05.05 | 38,3 27.06.11 | 42,5 25.07.19 | 40,5 12.08.03 | 36,3 08.09.23 | 29,7 03.10.11   | 22,5 08.11.15   | 18 07.12.00     | 42,5 2019 |
| Précipitations (mm)                   | 57,7           | 50,6             | 51,5          | 50,2          | 72,4          | 62,4          | 64,4          | 60,4          | 52,2          | 60,5            | 62,8            | 76,1            | 721,2     |

### Paysages

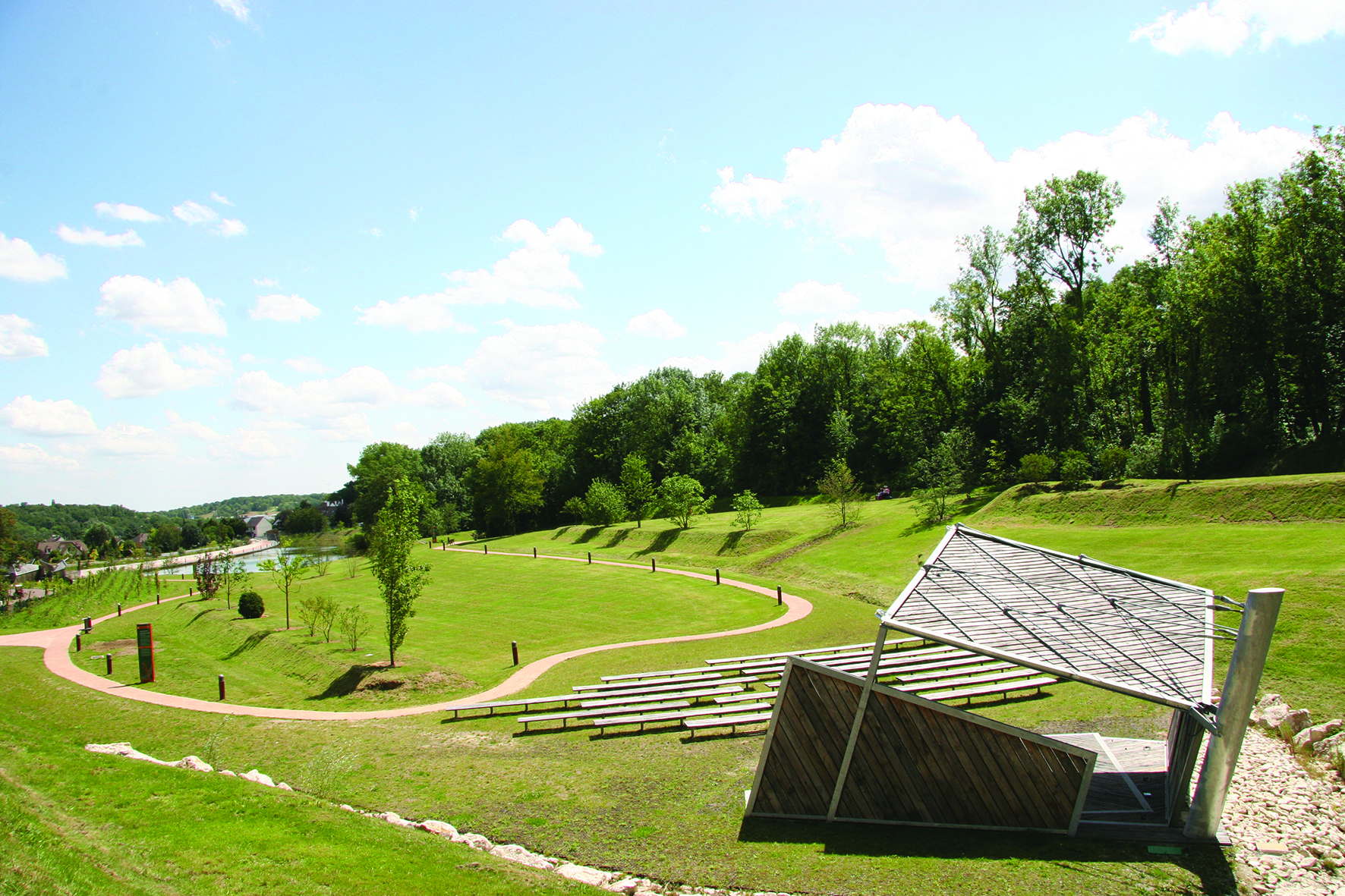
Parc Arboretum de Montfermeil

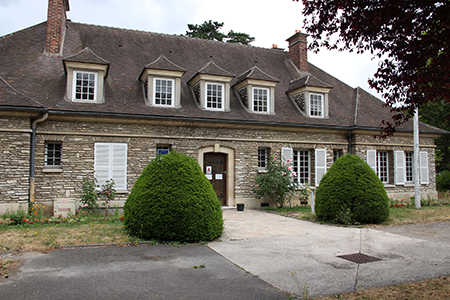
Domaine de Formigé

Montfermeil possède 69 ha d’espaces verts répartis entre les 21 ha de forêt de Bondy, 20 ha pour le Bois des Ormes, 23 ha de parcs et jardins, 5 300 m2 de massifs fleuris, 3 ha dans les établissements municipaux.
- L'ancien parc des Cèdres et le parc Jean Valjean formant désormais le parc Arboretum ouvert en 2006. Le parc Arboretum En plein cœur de la ville, il constitue un poumon vert de 11 hectares, réunissant le parc du Château des Cèdres et le parc Jean Valjean. Accessible à tout public, l'Arboretum de Montfermeil est un parc présentant une collection d'environ 160 arbres et arbustes d’essences diverses et originaires de tous les continents. Les collections sont présentées sur des banquettes appelées « cairns » et classées selon la thématique de la « Galerie de l’évolution ». La visite commence près de l’eau, origine de la vie, avec l’arbre fossile, le Ginkgo Biloba, puis elle remonte peu à peu le long des versants boisés pour finir dans les Jardins Chromatiques (jardins de couleurs) qui symbolisent l’action de l’homme sur la nature. Chaque banquette présente une période précise de l’évolution de l’arbre. 17 banquettes parsèment ainsi le parc. Les Jardins Chromatiques constituent la partie basse du parc et offrent aux enfants une grande aire de jeux constituée de tapis mouvants, de balançoires et de bascules. Depuis 2008, le parc est entretenu en gestion différenciée c'est-à-dire un entretien écologique afin de permettre l’installation naturelle d’une flore et d’une faune en fonction du type d’aménagement et d’entretien effectué sur l’espace vert.
- La guinguette « Au coq hardi », sur le site de l'étang des sept-Îles.
- la propriété du Domaine de Formigé, avec 5,2 hectares à la limite de la Forêt de Bondy ;
- le parc Jean-Pierre Jousseaume ou parc du Sempin ;
- le parc des Ormes qui possède le label Natura 2000 ;
- le parc Henri Pescarolo.

## Urbanisme

### Typologie
Au 1er janvier 2024, Montfermeil est catégorisée grand centre urbain, selon la nouvelle grille communale de densité à sept niveaux définie par l'Insee en 2022.
Elle appartient à l'unité urbaine de Paris, une agglomération inter-départementale regroupant 407  communes, dont elle est une commune de la banlieue,,. Par ailleurs la commune fait partie de l'aire d'attraction de Paris, dont elle est une commune du pôle principal,. Cette aire regroupe 1 929 communes,.

### Occupation des sols

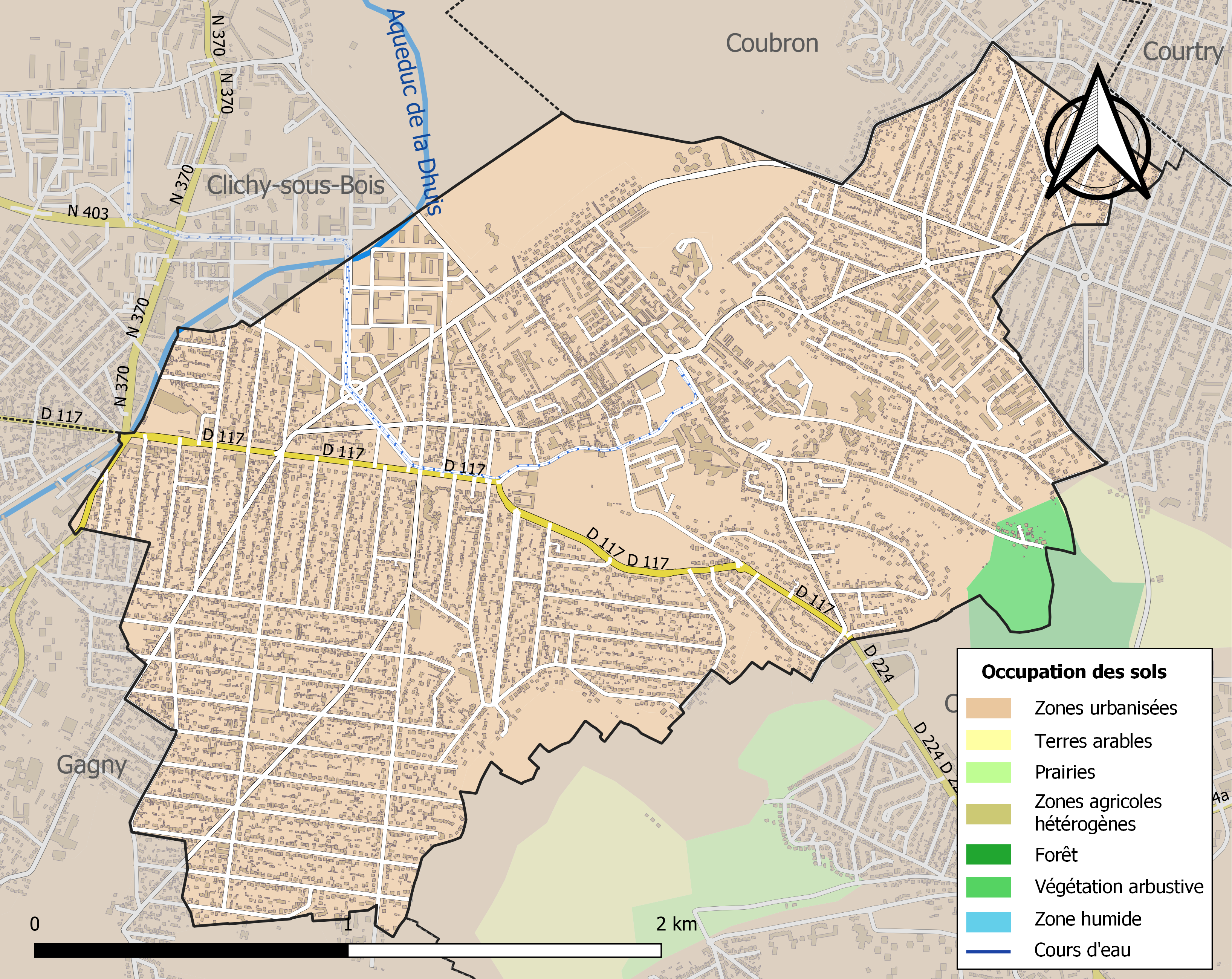
Carte des infrastructures et de l'occupation des sols de la commune en 2018 (CLC).

### Quartiers

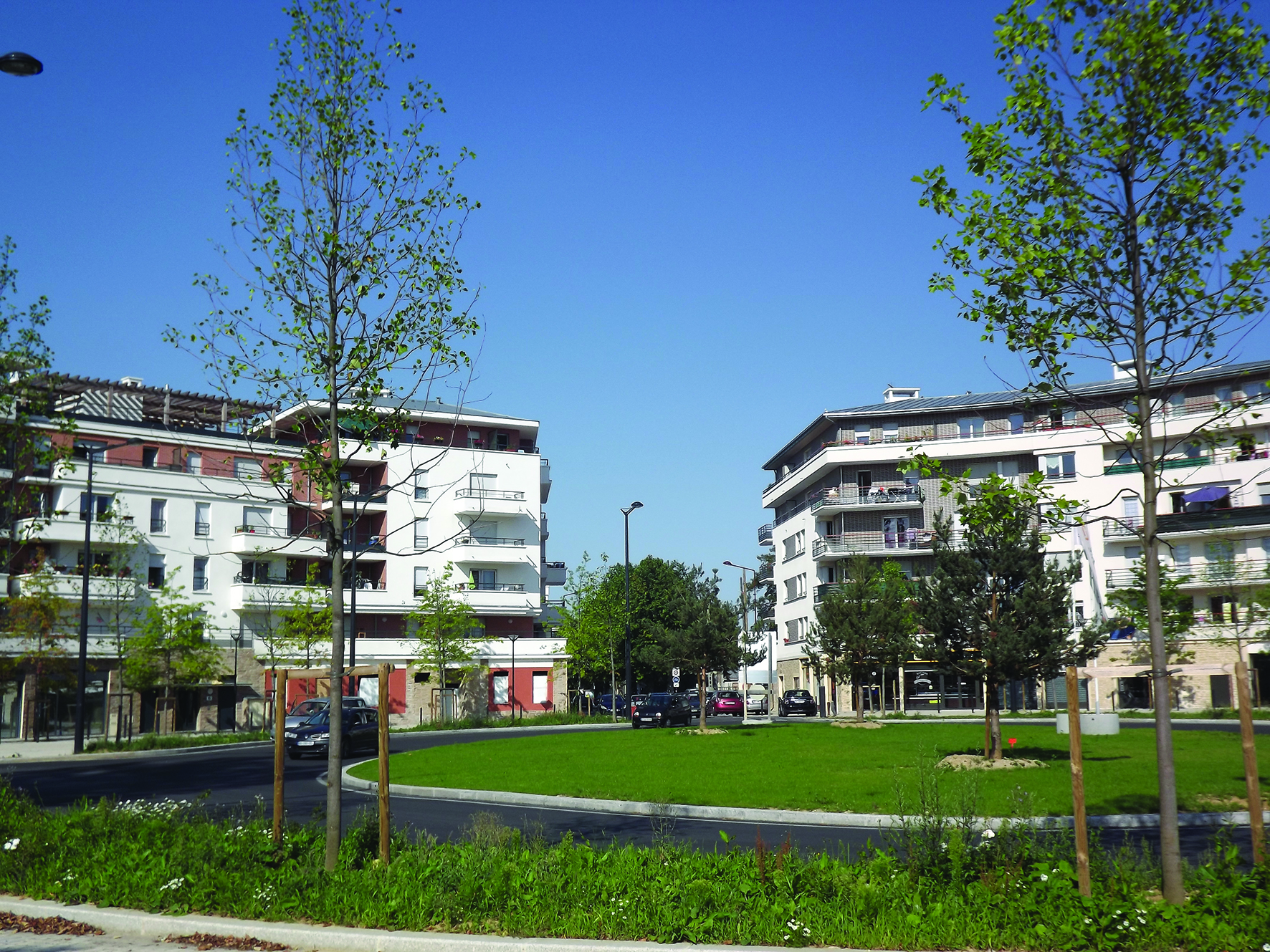
Place Notre-Dame-des-Anges à Montfermeil.

Carte des quartiers.

La ville regroupe différents quartiers hétéroclites :
- le centre-ville, qui abritait le site de l'étang des sept îles dès 1897, détruit en 1966 et qui a laissé place à un centre commercial ;
- les Bosquets, près de la Forêt de Bondy et à la limite de Clichy-sous-Bois, quartier principal de la commune composé de Grands-ensembles ;
- les Coudreaux, à la limite de Chelles, de Courtry et de Coubron, quartier calme et pavillonnaire ;
- Franceville, à la limite de Gagny et de Chelles, quartier aisé et résidentiel[13].

### Habitat et logement
En 2021, le nombre total de logements dans la commune était de 9 994, alors qu'il était de 9 169 en 2016 et de 9 040 en 2011.
Parmi ces logements, 95,8 % étaient des résidences principales, 0,6 % des résidences secondaires et 3,7 % des logements vacants. Ces logements étaient pour 59,7 % d'entre eux des maisons individuelles et pour 39,8 % des appartements.
Le tableau ci-dessous présente la typologie des logements à Montfermeil en 2021 en comparaison avec celle de la Seine-Saint-Denis et de la France entière. Une caractéristique marquante du parc de logements est ainsi la faible proportion des résidences secondaires et logements occasionnels (0,6 %) par rapport au département (1,3 %) et à la France entière (9,7 %).
| Typologie                                               | Montfermeil | Seine-Saint-Denis | France entière |
| ------------------------------------------------------- | ----------- | ----------------- | -------------- |
| Résidences principales (en %)                           | 95,8        | 92,6              | 82,2           |
| Résidences secondaires et logements occasionnels (en %) | 0,6         | 1,3               | 9,7            |
| Logements vacants (en %)                                | 3,7         | 6,1               | 8,1            |

Avec 2 195 logements sociaux en 2019, la commune ne respecte par les obligations qui lui sont faites par l'article 55 de la loi SRU de disposer d'au moins 25 % de son parc de résidences principales constituées de logements sociaux. Ce ratio n'est alors en effet que de 8,41 %

### Voies de communication et transports

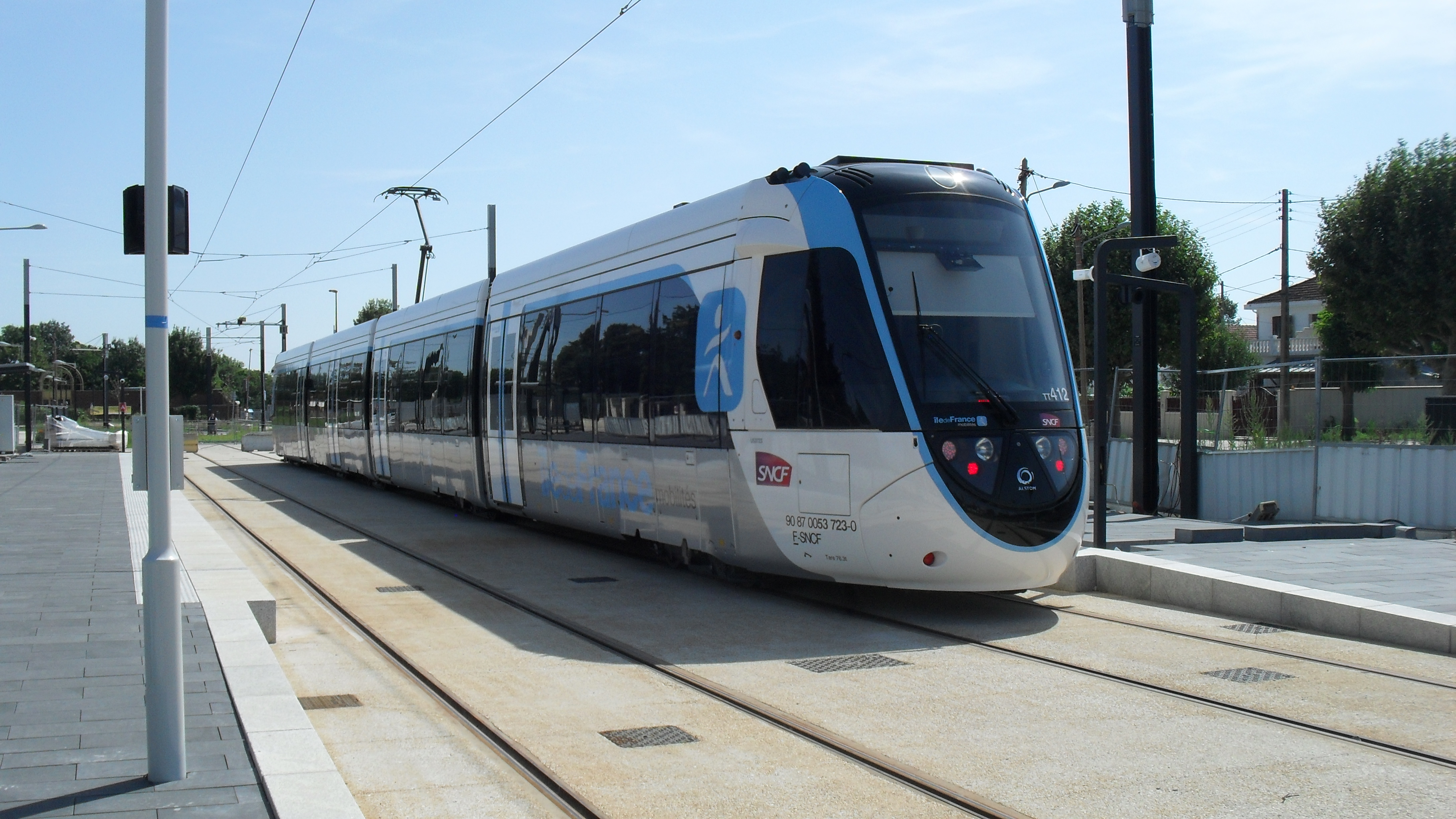
Tramway T4 à la station Arboretum.

La ville est desservie par trois stations de la ligne 4 du tramway d'Île-de-France : Notre-Dame des Anges, Arboretum et Hôpital de Montfermeil.
La commune est desservie par différentes lignes d'autobus :
- la ligne Express 100 du réseau de bus Express ;
- les lignes 602, 604, 613 et 643 du réseau de bus TRA ;
- les lignes 1 et 5 du réseau de bus Apolo 7 ;
- et la nuit, par la ligne N45 du réseau régional Noctilien.

La gare RER du Raincy - Villemomble - Montfermeil, bien que portant le nom de la ville, est située sur le territoire des communes du Raincy et de Villemomble, et il faut 20 à 30 minutes pour rejoindre Montfermeil depuis cette gare, grâce à la ligne 602 du réseau de bus TRA.
Par ailleurs, dans le cadre du projet Grand Paris Express, il est prévu l'implantation d'une gare de la ligne 16 en limite de Clichy-sous-Bois, la gare de Clichy - Montfermeil qui sera alors en correspondance avec la nouvelle branche de tramway,.

## Toponymie
Mons fermeolus en 1196, Mons fermoil en 1200, Monfermeil en 1209, Mons firmalis, Mons fermolii, Mons-firmolium en 1221, Montéfirmo cité en 1122, Montfermolio en 1124, Mons firmiolus en 1248.
Le nom de Montfermeil provient du latin Mons Firmaculus qui signifie « mont fermé » ou « mont fortifié ».
L'autre hypothèse étymologique vient de "Mont Vermeil" en référence aux nombreuses vignes (toujours d'actualité) qui poussaient le long des montées de la ville.
Le lieu est habité depuis la période du Néolithique (silex taillés, haches, grattoirs, flèches).

## Histoire

### Préhistoire
De nombreux vestiges de l'époque néolithique, dont un foyer de chasseurs « tardenoisiens » datant de 3 000 ans avant Jésus-Christ, attestent de la présence de l'homme dans la ville depuis la préhistoire.[réf. nécessaire]

### Antiquité
Des tribus gauloises et  des colons romains adoptent par la suite le plateau et en font un site stratégique d'observation de la vallée de la Marne[réf. nécessaire].

### Moyen Âge
La cité de Montfermeil, qui n'est alors qu'une clairière dans la forêt de Bondy, apparaît pour la première fois dans le courant du XIIe siècle, sous la forme latine de Montefirmo (mont fermé) en 1122, puis de Montfermolio en 1124.
Au Moyen Âge, Montfermeil est divisée en plusieurs fiefs (Le lieu relevait entre-autres de l'abbaye de Chelles), et possède au XIIIe siècle une léproserie, des moulins à eau et des carrières. L’activité y est essentiellement agricole, et surtout viticole. La première église date du XIIIe siècle, probablement construite sur l’emplacement d’un ancien sanctuaire mérovingien.
La guerre de Cent Ans fait des ravages dans la région et Montfermeil est occupé par les Anglais. Jeanne d'Arc passe dans le bourg le 13 septembre 1429. Montfermeil, ruinée, se dépeuple.

### Temps modernes
Henri IV y crée la foire de la Saint-Michel.
Mise sous la protection de seigneurs successifs, Montfermeil se développe peu à peu. Les vignes recouvrent les coteaux mais les bois et les friches prédominent encore. C’est le seigneur Antoine Pélissier qui commence la construction du château, que terminera Michel de Chamillard (1652-1721), ministre de Louis XIV. Le château est vendu en 1701 aux frères Bégon. En 1735, la seigneurie est vendue à Jean Hyacinthe Hocquart, dont le fils Jean Hyacinthe Emmanuel Hocquart deviendra le premier marquis de Montfermeil, qui compte alors 500 habitants. Il participe activement au développement de la ville avec la construction d'un nouveau moulin à vent, l'aménagement de routes et de salles de classe. À sa mort, en 1778, son fils Jean Hyacinthe Louis poursuit les travaux d'aménagement avec de nouvelles rues. En 1782, il fait créer un étang pour assécher des friches au lieu-dit « Des Sept îles », lac qui est maintenant asséché et où se situe un centre commercial.

### Révolution française et Empire
Au début de la Révolution française, Montfermeil compte 720 habitants. Le château est saisi comme bien national et est acheté par le général de division Louis-Henri Loison avant d'être restitué à la marquise de Montfermeil. L’église est vendue en 1799 et est rendue aux habitants en 1802 (en partie démolie).
À la fin de l'époque napoléonienne, Montfermeil souffre, lors de la campagne de France de 1814 et lors des Cent-Jours de 1815, des invasions russes et prussiennes, qui marquent leur passage par des pillages et des réquisitions abusives.

### Époque contemporaine
À partir du milieu du XIXe siècle la ville retrouve son calme. Quelques belles propriétés se construisent autour de l’église reconstruite en 1820.
La commune est célèbre pour son pèlerinage à Notre-Dame-des-Anges, qui avait lieu en septembre pendant lequel on venait boire l'eau d'une source miraculeuse près d'une chapelle en bois de la forêt de Bondy.
Montfermeil est, à la fin du XIXe siècle, un bourg assez isolé et malaisé d'accès, et en 1847, avant la mise en service de la gare du Raincy, les transports publics sont constitués par des voitures publiques, qui faisaient deux fois par jour le trajet Paris - Le Raincy en deux heures environ. Lorsque la ligne Paris - Strasbourg rend les déplacements plus faciles, un service d'omnibus à chevaux est mis en place par la Compagnie des chemins de fer de l'Est pour relier Montfermeil à la gare de Gagny, puis à celle du Raincy.
La commune de Montfermeil souhaitant toutefois un désenclavement plus efficace vers le chemin de fer, et elle milite pour la création d'une ligne de tramway, qui « valoriserait les terrains, multiplierait les propriétés de plaisance, encouragerait la fixation dans la commune de sa population estivale ».

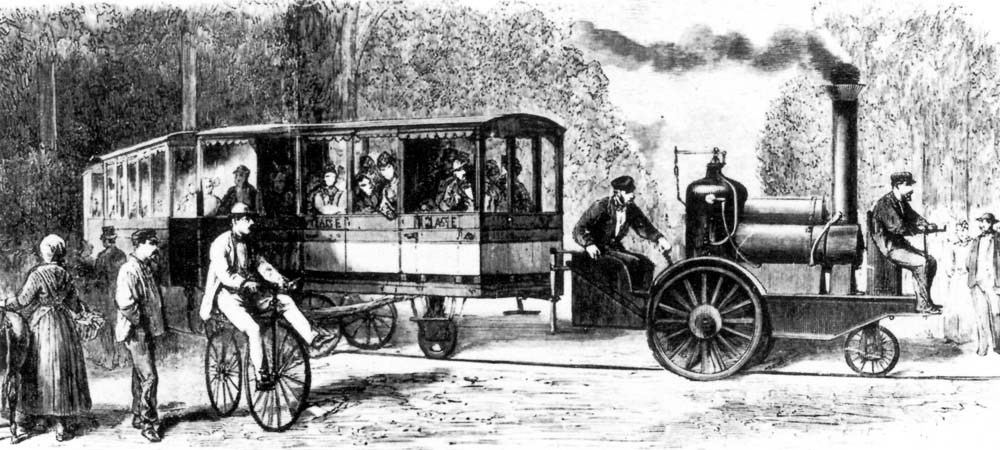
Monorail Larmanjat à Montfermeil.

À la suite de sa présentation par Jean Larmanjat à l'Exposition universelle de 1867 est installé un monorail en 1868 entre Le Raincy et Montfermeil. La date de fin d'exploitation n'est pas connue, mais il semble que la voie ait été détruite lors de la Guerre franco-prussienne de 1870.
La guerre amène en effet de nouvelles difficultés et la commune est occupée par les troupes prussiennes. Presque toute la population quitte Montfermeil pour trouver refuge à Paris.
La question des transports en commun est à nouveau traitée en 1888, avec la concession accordée à M. Dufrane-Macart pour la création et l'exploitation d'un tramway à cheval entre Le Raincy et Montfermeil. Celui-ci, un investisseur lié à une société, l'Union immobilière de Raincy-Montfermeil, ne souhaite pas la mettre en œuvre lui-même et souhaite que la ville du Raincy se substitue à lui-même. Après négociations, la concession est rétrocédée à la Société anonyme du tramway du Raincy à Montfermeil et Extensions par décret du 24 août 1893, avec intervention de la Ville du Raincy, pour une durée de 50 ans. La ligne est mise en service en 1890, directement exploitée en traction à vapeur et en traction électrique en 1895.
Au XIXe siècle, deux petites carrières de plâtre sont exploitées à Montfermeil. On trouve un semblant d'emplacement sur le Chemin de la Carrière.
L'année 1896 marque un tournant décisif dans l’histoire de Montfermeil. Le comte Roger de Nicolay vend son domaine à une société immobilière qui crée les lotissements de Franceville et des Coudreaux, et la ville devient à la fois villégiature populaire et banlieue de peuplement,. Le château du XVIIe siècle est vendu à des lotisseurs en 1891, racheté par la ville en 1928 et détruit quelques mois plus tard.

Montfermeil au début du XXe siècle
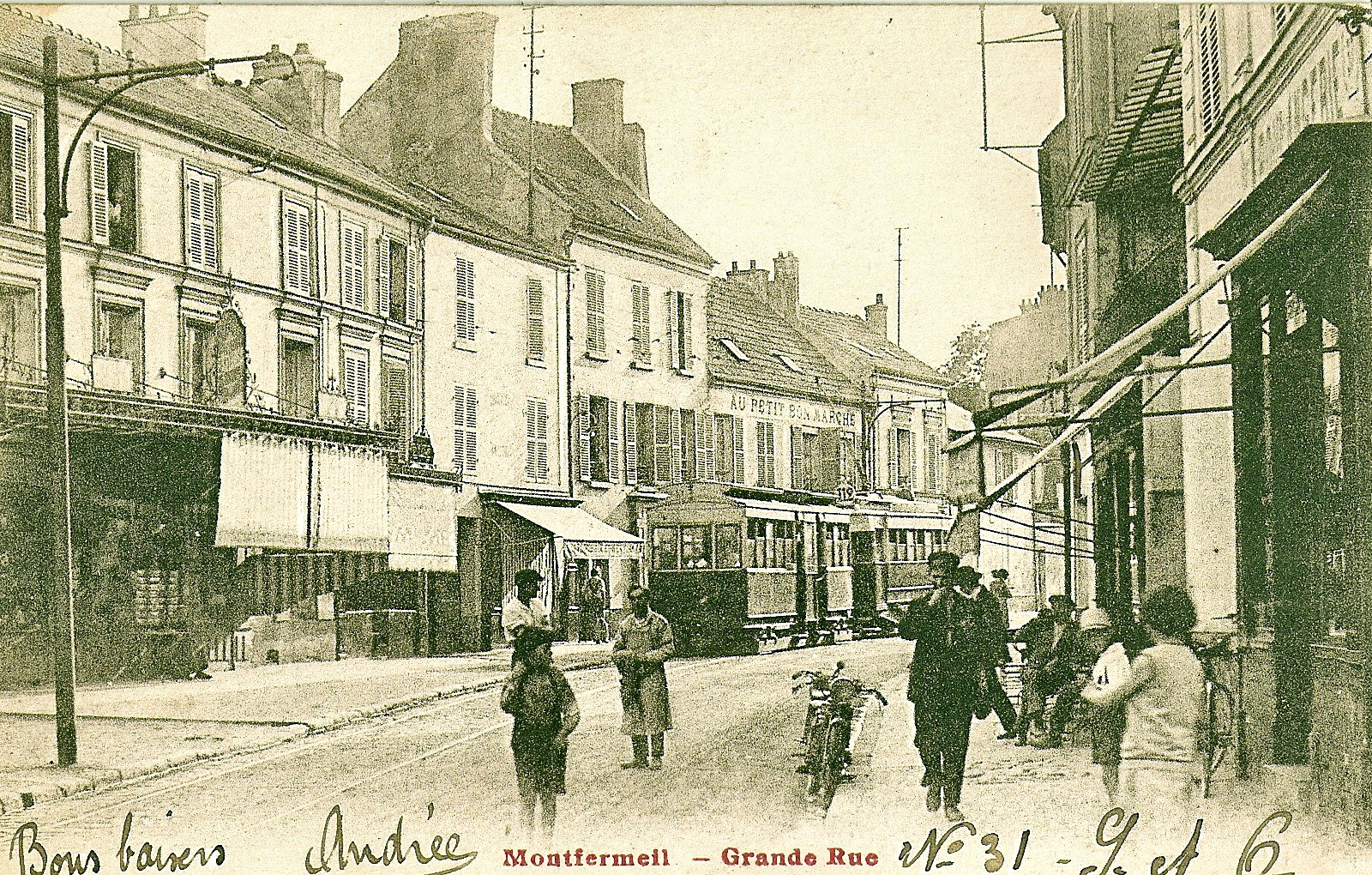
Montfermeil - La Grande Rue au début du XXe siècle.
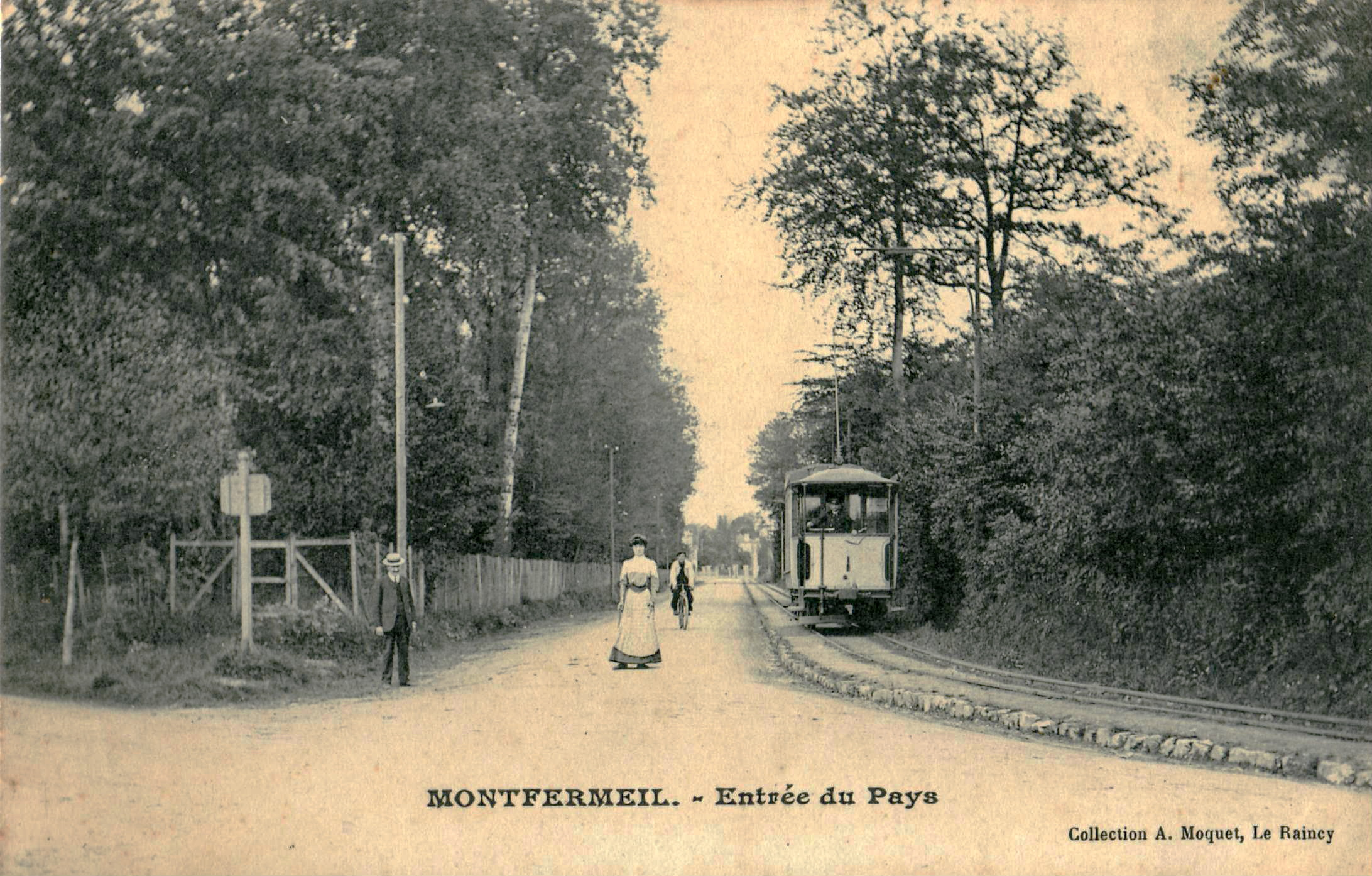
« L'entrée du Pays », avec le tramway venant de la Gare du Raincy - Villemomble - Montfermeil.
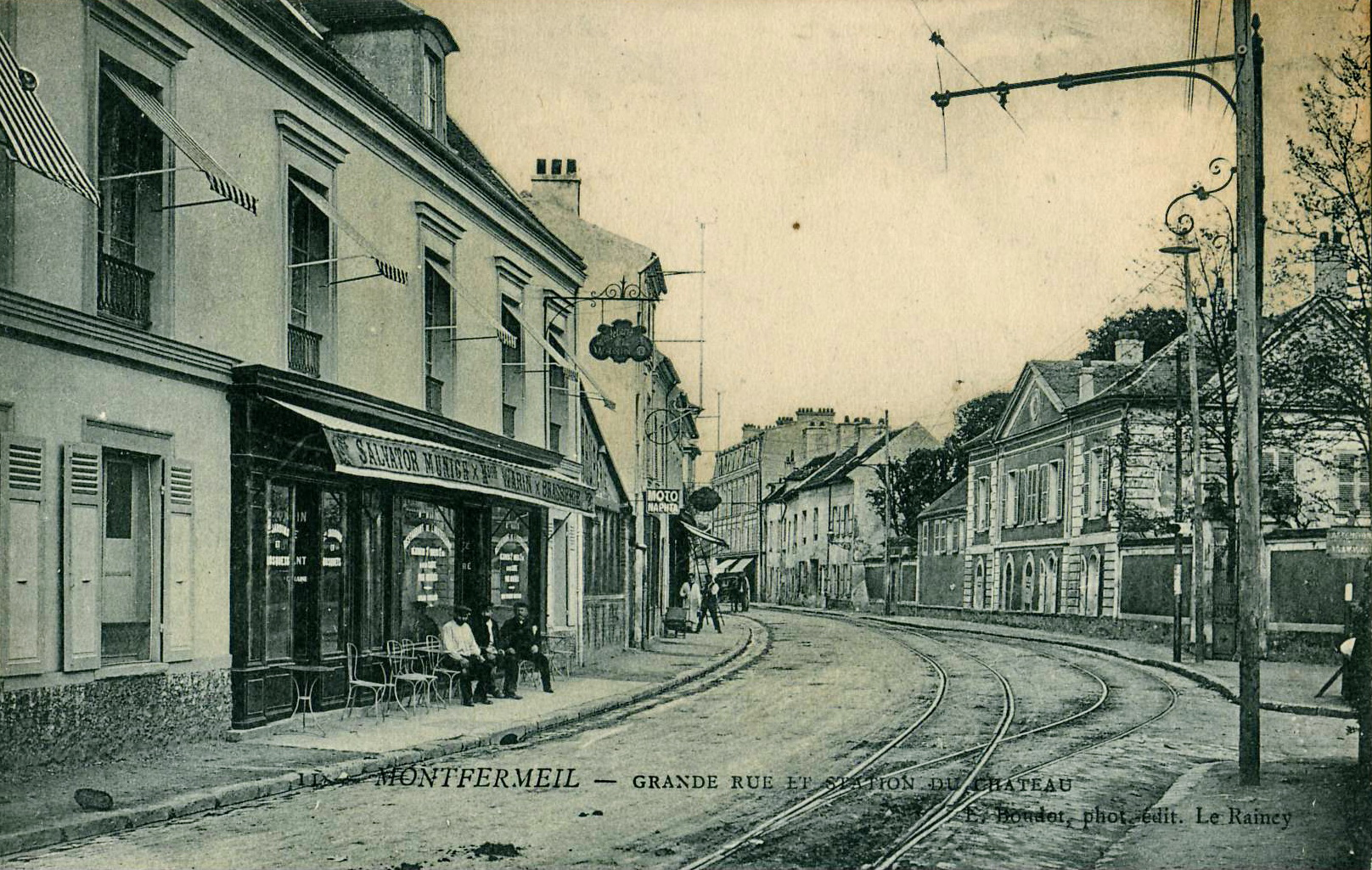
Vue de la Grande-Rue, au niveau de la station du tramway Château.
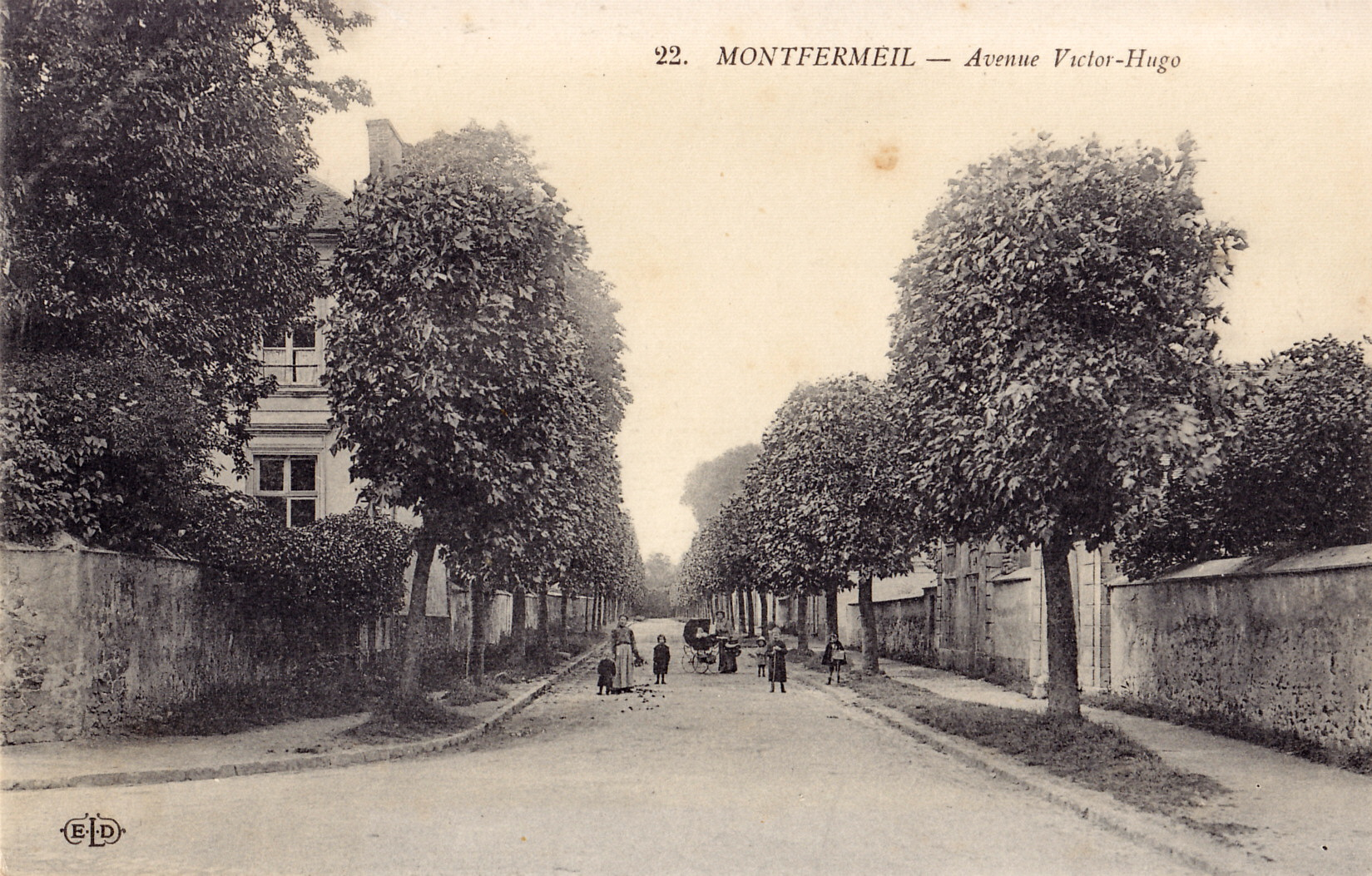
L'avenue Victor-Hugo.
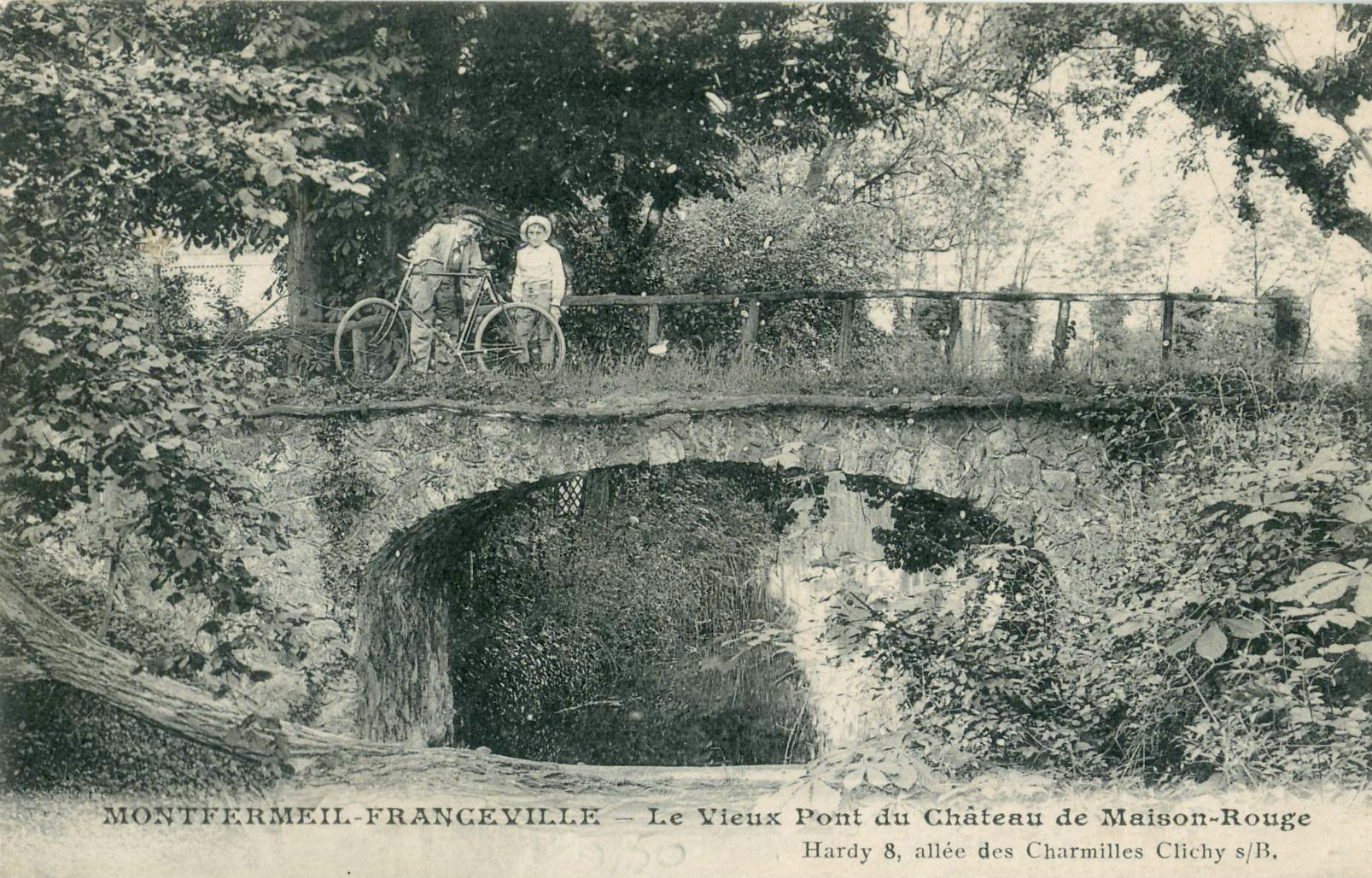
Une scène pittoresque : le vieux pont du Château de Maison-Rouge à Franceville.

Montfermeil est durement touchée par la Première Guerre mondiale. Avec 90 morts, ses pertes sont au-dessus de la moyenne nationale.
Pendant l'entre-deux-guerres, Montfermeil se transforme et sa population s’accroît sensiblement passant de 2 000 habitants en 1919 à plus de 6 000 en 1939. Le tramway du Raincy à Montfermeil, qui portait l'indice 112, est exploité depuis 1921 par la STCRP (ancêtre de la RATP), qui supprime progressivement toutes ses lignes de tramway. La ligne fut la dernière de cette compagnie à être exploitée en tramway, qui sont remplacés, le 14 août 1938, par des autobus, alors considérés comme plus modernes.
Lors de la Seconde Guerre mondiale, les Allemands occupent de nouveau la ville qui sera libérée le 27 août 1944 par les troupes américaines.
Dans les années 1950 et 1960, une politique de grande construction urbaine a vu le jour et a provoqué l'édification d'un grand ensemble essentiellement sous le statut de copropriété privée (les Bosquets I et II).
Construite dans les années 1960, sous l’impulsion de l’État, pour répondre à un afflux massif de population, la résidence des Bosquets connaît rapidement des problèmes dans la gestion de la copropriété : les services ne correspondent aux besoins des habitants, les charges augmentent, le surendettement aussi et la paupérisation du site s’accompagne de problèmes de salubrité et de violences. Pour enrayer le phénomène et apporter des conditions de vie dignes et décentes aux centaines de famille résidentes aux Bosquets, la Ville et le PACT ARIM 93 s’engagent alors, à partir de 1985, dans un programme de rénovation sur le long terme : l’acquisition des logements de la copropriété couplée à une politique sociale volontariste, avec notamment la création d’une halte-garderie, du centre de loisirs Moulinsart et l’implantation de la Mission locale et de la Maison des services publics. Le plan Borloo vient parachever ce long processus en injectant plus de 700 millions sur le Plateau pour le résultat visible aujourd’hui.
Depuis 2004, dans le cadre du Programme de Rénovation Urbaine (PRU), ce sont au total 659 logements issus de copropriétés dégradées qui ont déjà été démolis à Montfermeil, soit 6 barres et 4 cages d’escalier (B1, B3, B7, B10, B11, B12…). Les ménages des bâtiments qui ont été détruits précédemment ont été relogés dans de nouveaux logements sociaux et bénéficient aujourd’hui d’une amélioration considérable de leur cadre de vie. En une décennie, à Montfermeil, le PRU, un des plus emblématiques en France, a totalement bouleversé le paysage du territoire. Il permet aujourd’hui, d’offrir une vision rénovée de la résidence des Bosquets et de la ville tout entière : création de nouveaux logements, réaménagement des espaces publics, ouverture de nouveaux équipements et services publics, développement des activités économiques et commerciales, accompagnement des familles tout au long du processus de relogement. Le programme se poursuivra encore jusqu’en 2018 avec la démolition du bâtiment B5, barre de 10 étages, comprenant 146 logements.

## Politique et administration

### Rattachements administratifs et électoraux

#### Rattachements administratifs
Antérieurement à la loi du 10 juillet 1964, la commune faisait partie du département de Seine-et-Oise. La réorganisation de la région parisienne en 1964 fit que la commune appartient désormais au département de la Seine-Saint-Denis et à son arrondissement du Raincy après un transfert administratif effectif au 1er janvier 1968.
Elle faisait partie de 1801 à 1882 du canton de Gonesse, année où elle intègre le canton du Raincy du département de Seine-et-Oise. Lors de la mise en place de la Seine-Saint-Denis, la ville devient le chef-lieu du canton de Montfermeil. Dans le cadre du redécoupage cantonal de 2014 en France, cette circonscription administrative territoriale a disparu, et le canton n'est plus qu'une circonscription électorale.

#### Rattachements électoraux
Pour les élections départementales, la commune fait partie depuis 2014 du canton de Tremblay-en-France.
Pour l'élection des députés, elle fait partie depuis 1988 de la douzième circonscription de la Seine-Saint-Denis.

### Intercommunalité
La ville a engagé de longue date un partenariat avec sa voisine, avec un SIVOM créé en 1961, un grand projet urbain (1994-1999) et un programme européen PIC URBAN, accru en 1997 avec la création de la communauté de communes de Clichy-sous-Bois-Montfermeil, transformée en 2001 en communauté d'agglomération de Clichy-sous-Bois-Montfermeil.
Dans le cadre de la mise en œuvre de la volonté gouvernementale de favoriser le développement du centre de l'agglomération parisienne comme pôle mondial est créée, le 1er janvier 2016, la métropole du Grand Paris (MGP), dont la commune est membre.
Dans le cadre de la mise en place de la métropole du Grand Paris, la loi portant nouvelle organisation territoriale de la République du 7 août 2015 (Loi NOTRe) prévoit la création d'établissements publics territoriaux (EPT), qui regroupent l'ensemble des communes de la métropole à l'exception de Paris, et assurent des fonctions de proximité en matière de politique de la ville, d'équipements culturels, socioculturels, socio-éducatifs et sportifs, d'eau et assainissement, de gestion des déchets ménagers et d'action sociale. Les EPT exercent également les compétences que les communes avaient transférées aux intercommunalités supprimées.
La commune a donc également été intégrée le 1er janvier 2016 à l'Établissement public territorial Grand Paris - Grand Est, qui remplace également l'ancienne communauté d'agglomération Clichy-Montfermeil.

### Tendances politiques et résultats

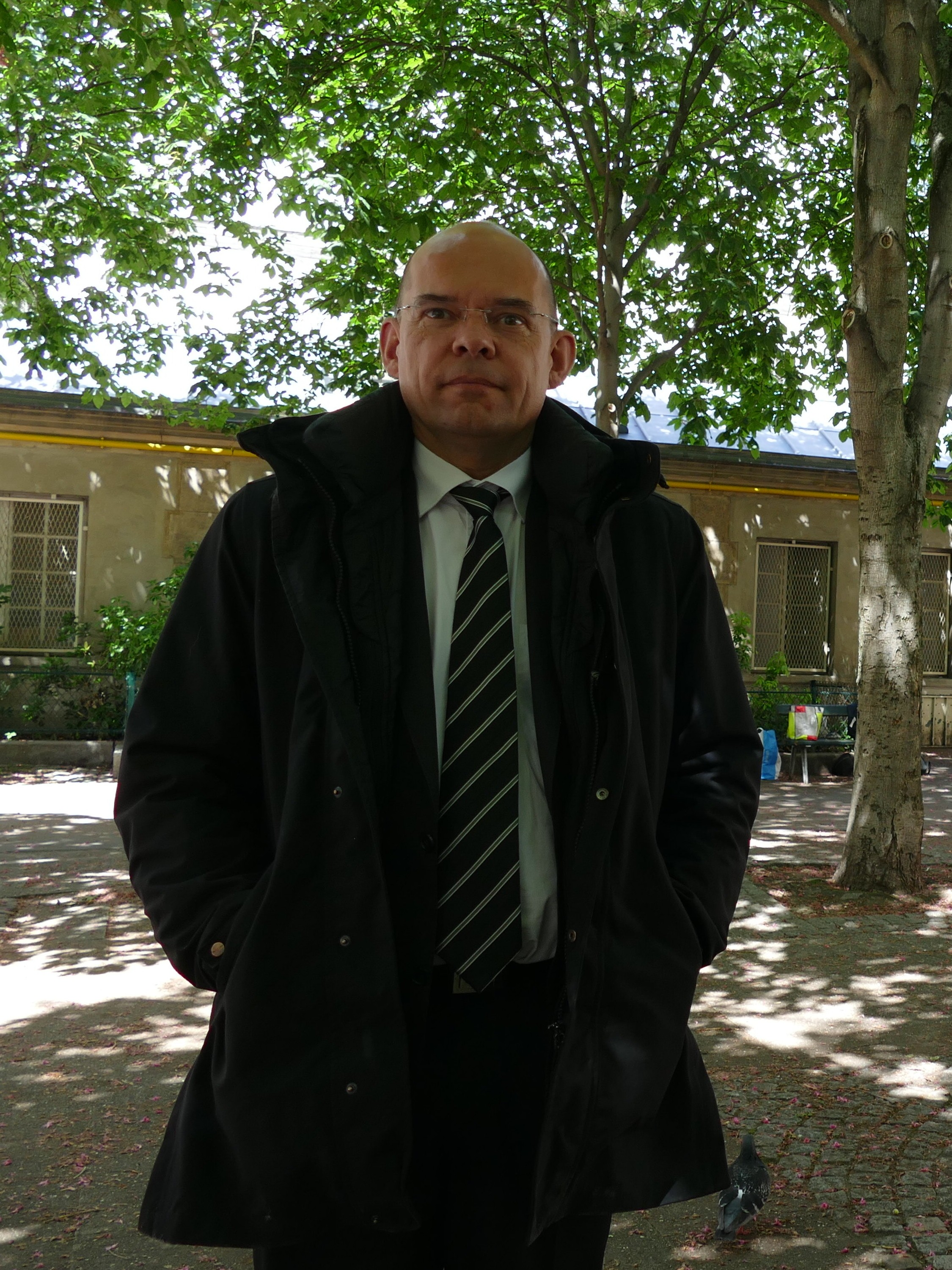
Xavier Lemoine, Maire VIA depuis 2002.

Montfermeil a longtemps été dirigée par le PCF jusqu'à ce que Pierre Bernard, DVD, succède à Gilles Guimet en mars 1983.
Pierre Bernard reste maire pendant 19 ans avant de céder son fauteuil à Xavier Lemoine UMP puis LR-PCD, son 1er adjoint, le 29 juin 2002. Depuis 2022, Xavier Lemoine a battu le record de longévité de son prédécesseur.
Il accroit sa notoriété en appelant en avril 2021 à la désobéissance civile pour contester la gestion de la crise sanitaire de la Pandémie de Covid-19 en France par le président Emmanuel Macron.

#### Élections présidentielles
Résultats des seconds tours dans la commune :
- Élection présidentielle de 2002 : 78,17 % pour Jacques Chirac (RPR) contre 21,83 % pour Jean-Marie Le Pen (FN), 75,87 % de participation. Jean-Marie Le Pen était arrivé en tête au premier tour à Montfermeil avec 22,55 % contre 18,13 % pour Jacques Chirac[32].
- Élection présidentielle de 2007 : 52,18 % pour Nicolas Sarkozy (UMP) contre 47,82 % pour Ségolène Royal (PS), 83,74 % de participation[33].
- Élection présidentielle de 2012 : 55,28 % pour François Hollande (PS) contre 44,72 % pour Nicolas Sarkozy (UMP), 76,83 % de participation[34].
- Élection présidentielle de 2017 : 65,31 % pour Emmanuel Macron (En Marche !) contre 34,69 % pour Marine Le Pen (FN), 68,53 % de participation. Jean-Luc Mélenchon (FI) était arrivé en tête au premier tour à Montfermeil avec 27,78 % devant Marine Le Pen (22,08 %), Emmanuel Macron (19,59 %) et François Fillon (LR, 15,99 %)[35].
- Élection présidentielle de 2022 : 60,85 % pour Emmanuel Macron (LREM) contre 39,15 % pour Marine Le Pen (RN), 60,48 % de participation. Jean-Luc Mélenchon (LFI)  était arrivé largement en tête au premier tour avec 41,12 %[36].

#### Élections législatives
La commune fait partie de la douzième circonscription de la Seine-Saint-Denis.
Résultats des seconds tours dans la commune :
- Résultats des élections législatives de 2002 : 53,14 % pour Éric Raoult (UMP) contre 46,86 % pour Alain Calmat (DVG), 55,31 % de participation[37].
- Résultats des élections législatives de 2007 : 54,99 % pour Éric Raoult (UMP) contre 45,01 % pour Pascal Popelin (PS), 51,53 % de participation[38].
- Résultats des élections législatives de 2012 : 54,21 % pour Pascal Popelin (PS) contre 45,79 % pour Éric Raoult (UMP), 48,48 % de participation[39].
- Résultats des Élections législatives de 2017 : 53,83 % pour Stéphane Testé (LREM) contre 46,17 % pour Ludovic Toro (UDI-LR), 29,71 % de participation[35].
- Résultats des Élections législatives de 2022 : 56,94 % pour Jérôme Legavre (NUPES  - LFI[40]) contre 43,06 % pour Stéphane Testé (Ensemble !), 33,97 % de participation[41].
- Résultats des Élections législatives de 2024 : 65,09 % pour Jérôme Legavre (NFP - LFI[42]) contre 34,91 % pour Jean-François Perier (RN), 57,67 % de participation[43].

#### Élections régionales
Résultats des seconds tours dans la commune :
- Élections régionales de 2004 : 48,43 % pour Jean-Paul Huchon (PS) qui est réélu président du conseil régional, 35,19 % pour Jean-François Copé (UMP), 16,38% pour Marine Le Pen (FN), 62,26 % de participation[44].
- Élections régionales de 2010 : 55,33 % pour Jean-Paul Huchon (PS) qui est réélu président, 44,67 % pour Valérie Pécresse (UMP), 40,02 % de participation[45].
- Élections régionales de 2015 : 39,71 % pour Claude Bartolone (PS), 35,86 % pour Valérie Pécresse (LR) qui est élue présidente du conseil régional[46] (43,80 %), 24,43 % pour Wallerand de Saint-Just (FN), 47,28 % de participation[35].
- Élections régionales de 2021 : 48,72 % pour Valérie Pécresse (Union de la Droite) qui est réélue présidente, 28,64 % pour Julien Bayou (Union de la Gauche), 16,84 % pour Jordan Bardella (RN) et 5,80 pour Laurent Saint-Martin (Union du Centre/Majorité présidentielle); 25,49 % de participation[47].

#### Élections cantonales puis départementales
- Canton de Montfermeil
  - Résultats du second tour de l'élection cantonale de 2004 : le canton élit Raymond Coënne (43,08 %) mais Montfermeil vote à 45,12 % pour Mathias Ott (PS) contre 38,53 % pour Raymond Coënne (UMP) et 16,35 % pour Dominique Lausanne (FN)[48].
  - Résultats du second tour de l'élection cantonale de 2011 : comme en 2004, le canton réélit Raymond Coënne (53,20 %) alors que Montfermeil vote à 50,96 % pour Rodrigo Arenas Munoz (EELV) contre 49,04 % pour Raymond Coënne (UMP)[49].
- Canton de Tremblay-en-France
  - Résultats des élections départementales de 2015 : au premier tour, les candidats FN arrivent sur le canton en tête avec 30,33 % devant les deux candidats FG (29,38 %). À Montfermeil, c'est Xavier Lemoine (PCD-UDI), maire de la ville, qui arrive en tête avec 41,04 %, loin devant le FN (27,67 %) et le FG (16,5 %). Xavier Lemoine, arrivé 3e (26,99%) sur le canton, n'est pas en mesure de se maintenir pour le second tour. Lors du second tour, les candidats du FG sont élus avec 58,96 % des voix. À Montfermeil, le FG l'emporte avec 51,53 % contre 48,47 % pour le FN[50]. Pierre Bernard (DVD-Alliance Royale), maire honoraire, avait appelé à voter contre l’extrême Gauche (FG) et à voter pour le seul candidat de la droite (FN) restant[51].
  - Résultats des Élections départementales de 2021 : Premier tour : 53,91 % pour Lynda AIT MESGHAT et Xavier LEMOINE (Union de la Droite), 26,37 % pour Dominique DELLAC et Pierre LAPORTE (Gauche et écologistes) en tête sur le canton, 17,37 % pour binôme Rassemblement national et 2,35 % pour le binôme d'extrême gauche, 22,41 % de participation. Second tour : 65,32 % pour Lynda AIT MESGHAT et Xavier LEMOINE (Union de la droite) et 34,68 % pour Dominique DELLAC et Pierre LAPORTE (Gauche et écologiste) qui sont réélus avec 52,85 % sur le canton, 25,62 % de participation[52].

#### Élections municipales
- Élections municipales de 2001 : 53,23 % pour Pierre Bernard, maire sortant DVD, réélu pour un quatrième mandat dès le premier tour, contre 46,77 % pour Pierre Girault (PCF), 56,03 % de participation[53].
- Élections municipales de 2008 : 60,23 % pour Xavier Lemoine, maire sortant (UMP) élu au premier tour, 33,50 % pour Laurence Ribeaucourt (PS), 6,27 % pour Gerard Pillois (DVG), 55,36 % de participation[54].
- Élections municipales de 2014 : 61,33 % pour Xavier Lemoine, maire sortant (UMP-PCD mais candidat SE), réélu au premier tour, 19,06 % pour Rodrigo Arenas Munoz (EELV), 15,37 % pour Olivier D'henry (FG), 4,22 pour Christophe Verstraete (DIV), 54,32 % de participation[55].

- Lors du premier tour des élections municipales de 2020[56], la liste PCD - LR - SL menée par le maire sortant  Xavier Lemoine obtient la majorité absolue des suffrages exprimés, avec 2 617 voix (58,82 %, 29 conseillers municipaux élus dont 1 métropolitain), devançant très largement les listes menées respectivement par[57] :
- Dominique Dellac (FG - PCF - PS - LFI - G·s - GRS, 1 399 voix, 31,44, 5 conseillers municipaux élus) ; 
- Marie-Françoise Reygnaud (DVD, 433 voix, 9,73 %, 1 conseiller municipal élu).
Lors de ce scrutin, marqué par la pandémie de Covid-19 en France, 65,27 % des électeurs se sont abstenus.

#### Élections européennes
Meilleurs scores :
- Élections européennes de 2004 : 22,12 % pour Harlem Désir (PS), 15,60 % pour Marine Le Pen (FN), 13,96 % pour Patrick Gaubert (UMP), 38,51 % de participation[58].
- Élections européennes de 2009 : 33,39 % pour Michel Barnier (UMP), 12,54 % pour Daniel Cohn-Bendit (EE), 10,29 % pour Harlem Désir (PS), 9,23 % pour Jean-Michel Dubois (FN), 33,49 % de participation[59].
- Élections européennes de 2014 : 30,54 % pour Aymeric Chauprade (FN), 16,59 % pour Alain Lamassoure (UMP), 8,87 % pour Pervenche Berès (PS), 8,68 % pour Patrick Le Hyaric (FG), 7,77 % pour Christine Boutin (PCD) qui dirige la liste Force Vie dont Xavier Lemoine, maire de Montfermeil, est en deuxième position, la liste représente seulement 0,74 % des voix au niveau national[60].
- Élections européennes de 2019 : 26,78 % pour Jordan Bardella (RN), 19,01 % pour Nathalie Loiseau (LREM,MODEM), 10,73 % pour Yannick Jadot (EELV), 7,41 % pour Manon Aubry (LFI), 6,33 % pour François-Xavier Bellamy (LR), 4,82 % pour Raphaël Glucksmann (PS-PP); 36,77 % de participation[61].

#### Référendums
- Référendum sur le traité de Maastricht du 20 septembre 1992 : 54,92 % pour le NON, 45,08 % pour le OUI, 70,77 % de participation[62].
- Référendum sur le traité établissant une constitution pour l'Europe du 29 mai 2005 : 61,68 % pour le NON, 38,93 % pour le OUI, 63,68 % de participation[63].

### Administration municipale
Compte tenu de l'importance de sa population, le conseil municipal de Montfermeil est composé 35 membres, dont le maire et ses 13 adjoints.
Le maire de la commune depuis 2002 est Xavier Lemoine (DVD) ; il est assisté pour la mandature 2020-2026 par 13 adjoints.

### Liste des maires
| Période        | Période                     | Identité                      | Étiquette    | Qualité |
| -------------- | --------------------------- | ----------------------------- | ------------ | --- |
| 1790           | 1791                        | Joseph Binet de Varennes      |              | |
| 1791           | 1792                        | Daniel Duval                  |              | |
| 1792           | 1794                        | Jean Douet                    |              | |
| 1794           | 1795                        | Jean Baptiste Belle           |              | Fonction en qualité de Procureur |
| 1795           | 1797                        | Jean Ledoyen                  |              | Fonction en qualité d'Agent National |
| 1797           | 1814                        | Jean Baptiste Belle           |              | En Fonction d'Agent National de 1797 à 1799 puis Maire |
| 1814           | 1816                        | Thomas Caillot de Coqueromont |              | |
| 1816           | 1826                        | Alexandre Durand              |              | |
| 1826           | 1830                        | Louis Joseph de Fougières     |              | Comte - Epoux de la fille du Marquis de Hocquart de Montfermeil |
| 1830           | 1837                        | Jean Augustin Trocquet        |              | Architecte - Capitaine de la Garde Nationale de Montfermeil |
| 1837           | 1848                        | François Pasquet              |              | |
| 1848           | 1856                        | Jules Coïc                    |              | Ingénieur des Ponts et Chaussées |
| 1856           | 1865                        | Jean Baptiste Hardy           |              | |
| 1865           | 1876                        | Charles Desnos                |              | Ingénieur des Arts et Manufactures Conseiller général du Canton de Gonesse |
| 1876           | 1878                        | Henri Coutenceau              |              | Aubergiste |
| 1878           | 1883                        | Maxime Chardon                |              | |
| 1884           | 1892                        | Henri Coutenceau              |              | Ancien Maire |
| 1892           | 1902                        | Ernest-Victor Noël            |              | Adjoint de Henri Coutenceau de 1884 à 1892 Décédé en fonction |
| 1902           | 1904                        | Alexandre Denier              |              | Intérim à la suite du décès de E.V. Noël Une longue bataille judiciaire durera 2 ans entre la municipalité sortante et Franceville. Franceville gagnera dans les urnes en 1904 |
| 1904           | 1912                        | Jules Chavet                  | Franceville  | |
| 1912           | 1913                        | Ernest Paupinet               | Franceville  | |
| 1913           | 1925                        | Pierre Corot                  | Franceville  | |
| 1925           | 1936                        | Louis Thiot                   | Droite       | |
| 1936           | 1936                        | Georges Lesueur               |              | |
| 14 août 1936   | 5 octobre 1939              | Daniel Perdrigé               | PCF          | Comptable, animateur du comité de chômeurs Conseiller d’arrondissement du Raincy (1937 → 1939) Suspendu par le Gouvernement Édouard Daladier après la signature du pacte germano-soviétique Fusillé comme otage le 15 décembre 1941 au Mont-Valérien |
| 5 octobre 1939 | décembre 1940               | Eugène Corbiaux               |              | Président de la Délégation spéciale nommée par le Gouvernement Édouard Daladier |
| décembre 1940  | 1944                        | Henry Turbeau                 |              | Président de la Délégation spéciale nommée par le Gouvernement de Vichy |
| 1944           | 1944                        | Albert Leveque                |              | Président du comité local du Souvenir français |
| septembre 1944 | octobre 1947                | Marcel Berger                 | PCF          | Président du comité de Liberation, horticulteur |
| octobre 1947   | mai 1953                    | Adolphe Argence               | RPF          | Fondé de pouvoir Chevalier de la Légion d'honneur |
| mai 1953       | mars 1956                   | Marcel Berger                 | PCF          | Horticulteur |
| mars 1956      | février 1970                | Henri Vidal                   | PCF          | Journaliste, premier adjoint (1953 → 1956) Décédé en fonction |
| février 1970   | octobre 1978                | Michel Rosenblatt,            | PCF          | Mécanicien en machines de bureau puis journaliste, premier adjoint (1959 → 1970) Conseiller général de Montfermeil (1967 → 1979) Démissionnaire |
| octobre 1978   | mars 1983                   | Gilles Guimet                 | PCF          | Instituteur, troisième adjoint (1972 → 1978) |
| mars 1983      | 29 juin 2002                | Pierre Bernard                | DVD          | Ancien officier de marine Conseiller général de Montfermeil (1992 → 1998) Député de la Seine-Saint-Denis (1995 → 1997) Démissionnaire |
| 29 juin 2002   | En cours (au 15 avril 2021) | Xavier Lemoine                | PCD puis VIA | Officier de réserve (Marine nationale), collaborateur d'élus Vice-président du PCD puis de VIA Vice-président de la Métropole du Grand Paris (2020 →) Vice-président (2016 → 2020) puis président (2020 →) de l'EPT Grand Paris - Grand Est Président du Groupement hospitalier intercommunal Le Raincy-Montfermeil (? →) Réélu pour le mandat 2020-2026 |

### Distinctions et labels

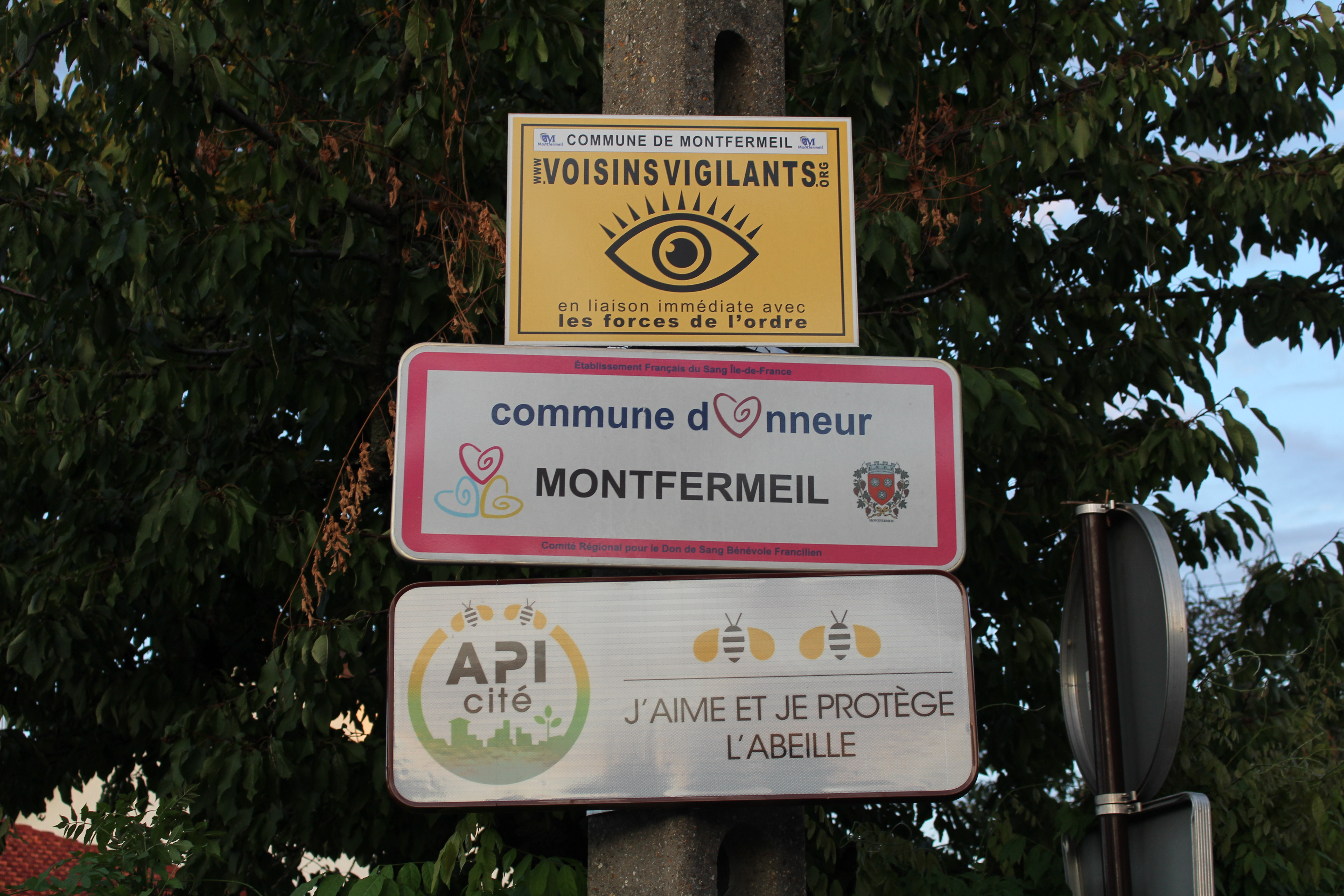
Panneaux à l'entrée de la commune montrant diverses distinctions et labels.

La commune de Montfermeil est titulaire de labels :
- En 2006, elle reçoit le label Ville Internet « @@ »[77].
- Depuis 2012, elle possède le label Commune donneur avec trois cœurs[78]. Ce label décerné par l'Établissement français du sang récompense les communes pour leur engagement en faveur du don de sang, de plaquettes et de plasma[79]
- En 2018, elle reçoit le. label API cité avec deux abeilles sur trois possibles pour montrer sa démarche dite remarquable envers la préservation des abeilles et des pollinisateurs sauvages[80].
- En 2019, elle reçoit le label « Ville active & sportive » avec deux lauriers sur quatre au maximum[81].

### Jumelages
Au 15 mai 2016, Montfermeil n'est jumelée avec aucune commune.
La commune a été jumelée de 1966 à 1983 avec la commune allemande de Wusterhausen/Dosse.

## Équipements et services publics

### Espace public
Montfermeil reçoit sa première fleur au Concours des villes et villages fleuris en 2008 puis la deuxième en 2017,.

### Enseignement
La ville compte 1 155 élèves en école maternelle et 1 830 élèves en école élémentaire.

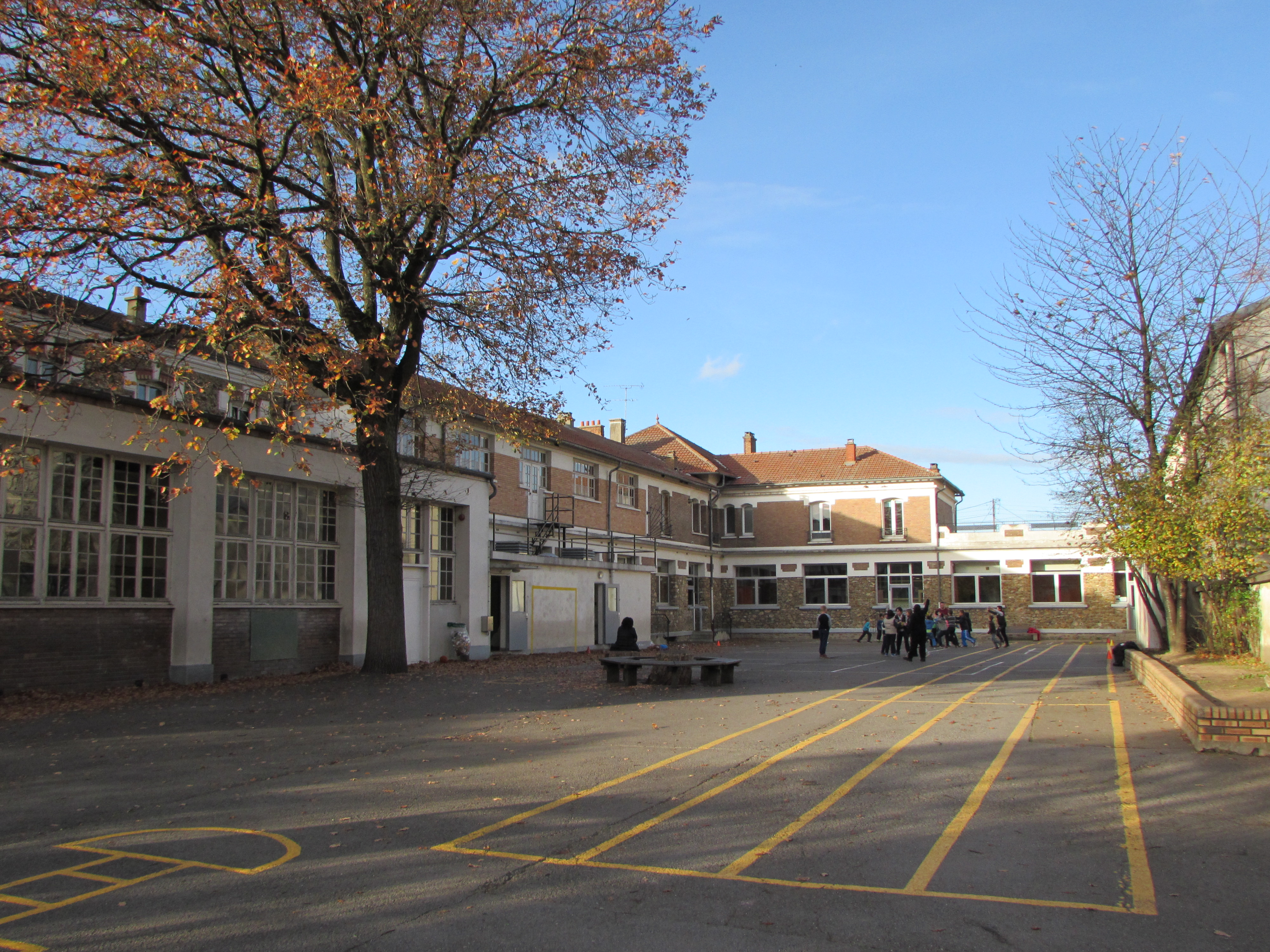

La ville de Montfermeil relève de l’académie de Créteil. Les écoles sont gérées par l’Inspection générale de l'inspection départementale de l’Éducation nationale, boulevard Bargue.
Enseignement public
- Écoles maternelles (7), 1 087 élèves en 2015 :
  - Arc en ciel
  - Danièle Casanova
  - Jean-Baptiste Clément
  - Joliot-Curie
  - Paul Éluard
  - Jules Ferry
  - Victor Hugo
- Écoles élémentaires (7), 1 830 élèves en 2015 :
  - André-Champy
  - Jean-Baptiste Clément
  - Joliot-Curie
  - Paul Eluard
  - Jules Ferry
  - Victor Hugo
  - Henri Wallon
- Collèges (2) :
  - Pablo Picasso, avec 660 élèves en 2015.
  - Jean Jaurès, avec 645 élèves en 2015.

Enseignement privé
- Écoles maternelle et primaire Sainte Jeanne d'Arc, avec 200 élèves en 2015.
- École Alexandre Dumas (hors contrat), depuis 2012, avec 100 élèves en 2015[88] qui a fermé ses portes en 2020[89].

Centres de loisirs *
La ville offre de nombreux centres maternels, primaires et préadolescents qui s'occupent des enfants pendant les vacances scolaires ou les mercredis.

### Culture
Le service culturel de Montfermeil est composé[Quand ?] :
- École municipale de musique ;
- École municipale de danse : éveil, classique, modern jazz, street jazz, claquettes, barre au sol, step, yoga, pilates ;
- Domaine Formigé : chœur Arpeggione, théâtre, langues étrangères, arts plastiques, médiathèque, ludothèque.

### Santé
La ville compte plus d'une vingtaine de médecins généralistes, plus d'une trentaine de médecins spécialisés, une trentaine d'auxiliaires médicaux[Quand ?]. D'autre part, le centre hospitalier intercommunal Le Raincy-Montfermeil, créé en 1935, qui compte 516 lits, se situe rue du Général-Leclerc.

### Emploi
Différentes structures sont disponibles sur la commune pour se former à un travail :
- le GRETA de l'Académie de Créteil : offre des formations aux salariés, aux demandeurs d’emploi, aux jeunes et aux adultes recherchant un contrat d’alternance[91].
- l'espace orientation Airemploi : propose un accompagnement individualisé, et des conseils sur les formations, les métiers et les emplois de l’aéronautique[92].
- ARFPA Association Régionale pour la Formation des Animateurs : offre des informations et des formations pour des animateurs[93].
- AFPA : propose des formations à durée déterminée et indéterminée[94].
- une Formation informatique : est proposée par le GRETA Sud Tertiaire 93[95].

### Justice, sécurité, secours et défense
La police municipale de Montfermeil a été créée le 1er octobre 2004. Elle était en 2010 composée de quinze fonctionnaires de police municipale. Elle possède un blason créé par l'ensemble des policiers de ce service. Ses locaux se trouvent au 4 rue de la Haute Futaie, juste à côté de l'Hôtel de ville de Montfermeil. En 2016, la police municipale est composée de 11 policiers municipaux. Créée en janvier 2016, l'unité cynophile de la Police Municipale appuie les fonctionnaires de police dans leurs missions de police administrative et judiciaire en matière de prévention et de surveillance du bon ordre, de la tranquillité, de la sécurité et de la salubrité publique. Elle est chargée d’assurer l’exécution des arrêtés de police et de constater par procès-verbal ou rapport les infractions. Elle intervient dans des domaines très divers et variés tels que notamment la sécurité routière, les conflits de voisinage, les atteintes au bruit. Elle effectue principalement la surveillance générale de la commune ou particulière à l’occasion de manifestations sportives ou culturelles.

## Population et société
Les habitants sont appelés les Montfermeillois.

### Démographie
L'évolution du nombre d'habitants est connue à travers les recensements de la population effectués dans la commune depuis 1793. Pour les communes de plus de 10 000 habitants les recensements ont lieu chaque année à la suite d'une enquête par sondage auprès d'un échantillon d'adresses représentant 8 % de leurs logements, contrairement aux autres communes qui ont un recensement réel tous les cinq ans,.

En 2022, la commune comptait 28 257 habitants, en évolution de +8,33 % par rapport à 2016 (Seine-Saint-Denis : +4,67 %, France hors Mayotte : +2,11 %).
| 1793 | 1800 | 1806 | 1821 | 1831  | 1836 | 1841 | 1846  | 1851 |
| ---- | ---- | ---- | ---- | ----- | ---- | ---- | ----- | ---- |
| 721  | 836  | 857  | 768  | 1 064 | 905  | 952  | 1 025 | 982  |

| 1856 | 1861  | 1866  | 1872  | 1876 | 1881  | 1886  | 1891  | 1896  |
| ---- | ----- | ----- | ----- | ---- | ----- | ----- | ----- | ----- |
| 950  | 1 124 | 1 140 | 1 003 | 997  | 1 010 | 1 229 | 1 241 | 1 188 |

| 1901  | 1906  | 1911  | 1921  | 1926  | 1931  | 1936  | 1946  | 1954  |
| ----- | ----- | ----- | ----- | ----- | ----- | ----- | ----- | ----- |
| 1 606 | 2 009 | 2 069 | 2 619 | 4 059 | 5 536 | 6 196 | 5 660 | 8 271 |

| 1962   | 1968   | 1975   | 1982   | 1990   | 1999   | 2006   | 2011   | 2016   |
| ------ | ------ | ------ | ------ | ------ | ------ | ------ | ------ | ------ |
| 12 019 | 21 063 | 23 237 | 22 926 | 25 556 | 24 121 | 26 121 | 25 963 | 26 085 |

| 2021   | 2022   | - | - | - | - | - | - | - |
| ------ | ------ | - | - | - | - | - | - | - |
| 27 980 | 28 257 | - | - | - | - | - | - | - |

### Manifestations culturelles et festivités
- Le spectacle Son et lumière : créé en 1995 avec pour thème l'histoire de Montfermeil, il change de thème en 2007 et met en lumière "Les Misérables" d'après le roman de Victor Hugo. Il est mis en scène pour l'occasion, par Jean-Jacques Lecorre et Glenn Mather[99]. Ce spectacle a pris fin en juillet 2013. 
La première édition du nouveau son et lumière : La dame aux camélias, a eu lieu en juin 2015, la seconde se prépare avec plus de 300 bénévoles de 10 à 83 ans interprétant 360 personnages. Pour l'occasion 400 costumes ont été achetés à l’Opéra de Varsovie et les autres ont été réalisés par les bénévoles sous la houlette d'une costumière professionnelle. Le Son et Lumière a décroché depuis 2014 le label « Qualité » de la Fédération Française des Fêtes et Spectacles Historiques (FFFSH) qui distingue la qualité de l’accueil et de la production. Il a lieu tous les ans jusqu'en 2019au château des Cèdres.
- Le concours des maisons et balcons fleuris chaque été.
- Le concours des maisons illuminées chaque Noël.
- Le défilé cultures et création. Il a fêté sa 11e édition en 2016 et réunit plus de 700 spectateurs, une cinquantaine de couturiers amateurs ou semi-professionnels et 200 mannequins amateurs. Le défilé Cultures et Création, créé en 2005, au lendemain des émeutes, comme un symbole de rassemblement, contribue à changer le regard sur la banlieue. Cette manifestation est parrainée par le groupe LVMH.
- La fête de la Brioche, qui a fêté ses 40 ans en 2013.
- La fête des voisins. Avec en 2015 plus de trente sites.
- Le forum des associations et des artisans.
- Le marché de noël et le Salon des Arts créatifs.
- Le traditionnel tir de feu d'artifice de la Fête nationale qui a généralement lieu le 13 juillet dans le parc du Moulin de Montfermeil (Moulin du Sempin).

### Sports et loisirs

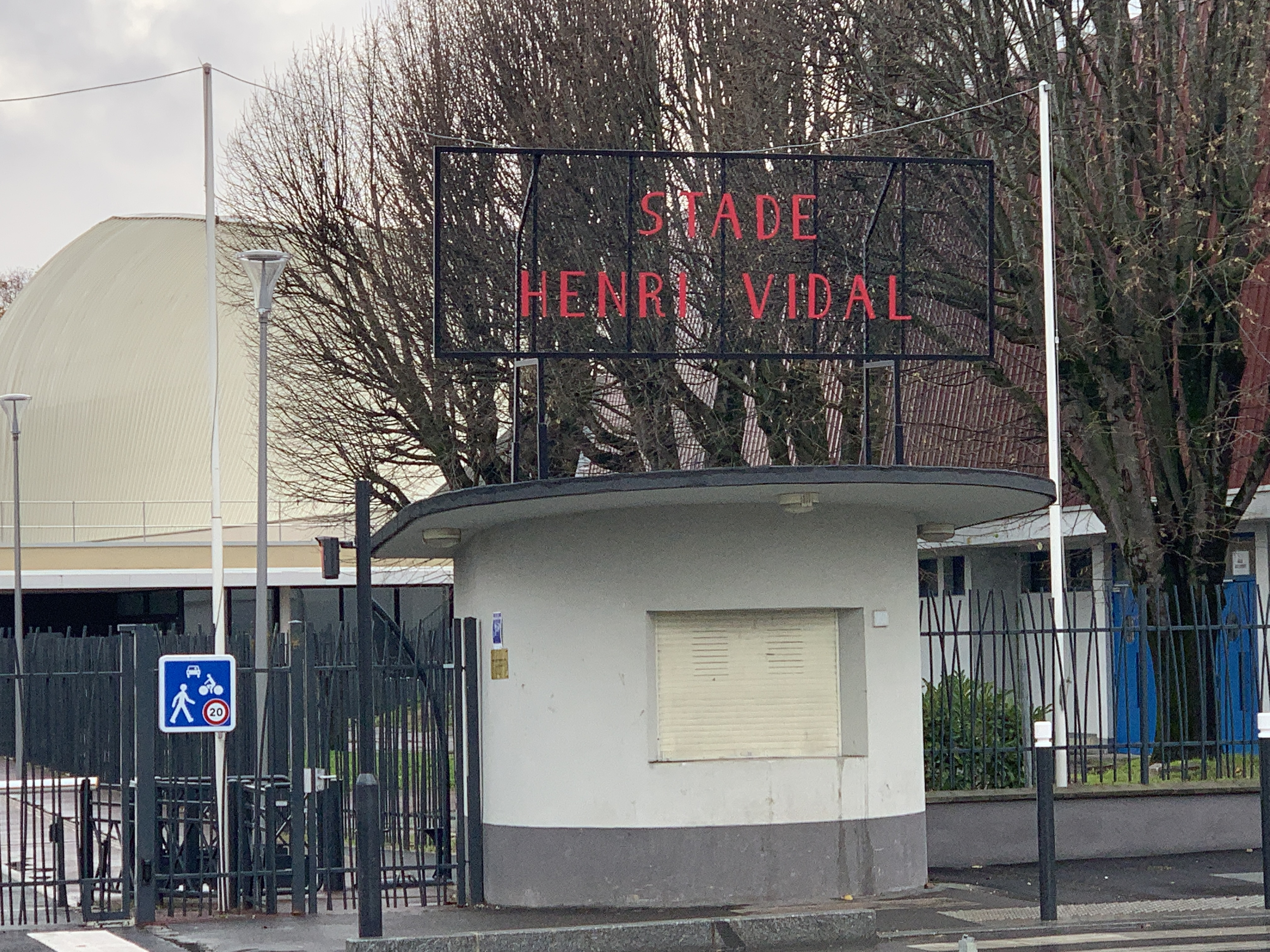
Entrée du stade Henri Vidal.

En 2020, la ville de Montfermeil possède quatre gymnases et divers équipements sportifs :
- stade et gymnase Henri Vidal, qui accueille un mur d'escalade ;
- stade et gymnase Éric Tabarly, qui accueillent également un pas de tir à l'arc ;
- gymnase Colette Besson, qui accueille un mur d'escalade ;
- gymnase Maurice Baquet, qui accueille une plaine de jeux ;
- plateau d'évolution Moulinsart ;
- courts de tennis ;
- école d'équitation et pension de chevaux ;
- domaine Formigé, qui accueille un stade et un skate parc.

En plus d'accueillir des équipements, il existe des associations permettant la pratique sportive. L'Union Sportive de Montfermeil (USM) qui comptait 1 000 adhérents en 2016 comporte 4 sections sportives que sont les sections yoga, cyclisme, cyclotourisme et pétanque,. Toutefois, elle ne constitue par la seule structure sportive car il existe d'autres associations sportives :
- Le Football Club de Montfermeil (FC Montfermeil) dont l'équipe Seniors joue en Promotion d'Honneur (4e div.régionale, 9e nationale). Le club possède 14 équipes. En 2013, le club a reçu le Prix du meilleur club du District départementale de football de Seine-Saint-Denis.
- Montfermeil Handball dont l'équipe Seniors évolue en National 3 ;
- Association sportive hospitalière de Montfermeil ;
- Montfermeil Tennis 93
- Centre équestre
- Esprit sportif de Montfermeil boxe
- Boxing Club Iris Montfermeil
- Club de lutte de Montfermeil
- DSA krav-maga - Self défense
- Danse Fever

### Cultes

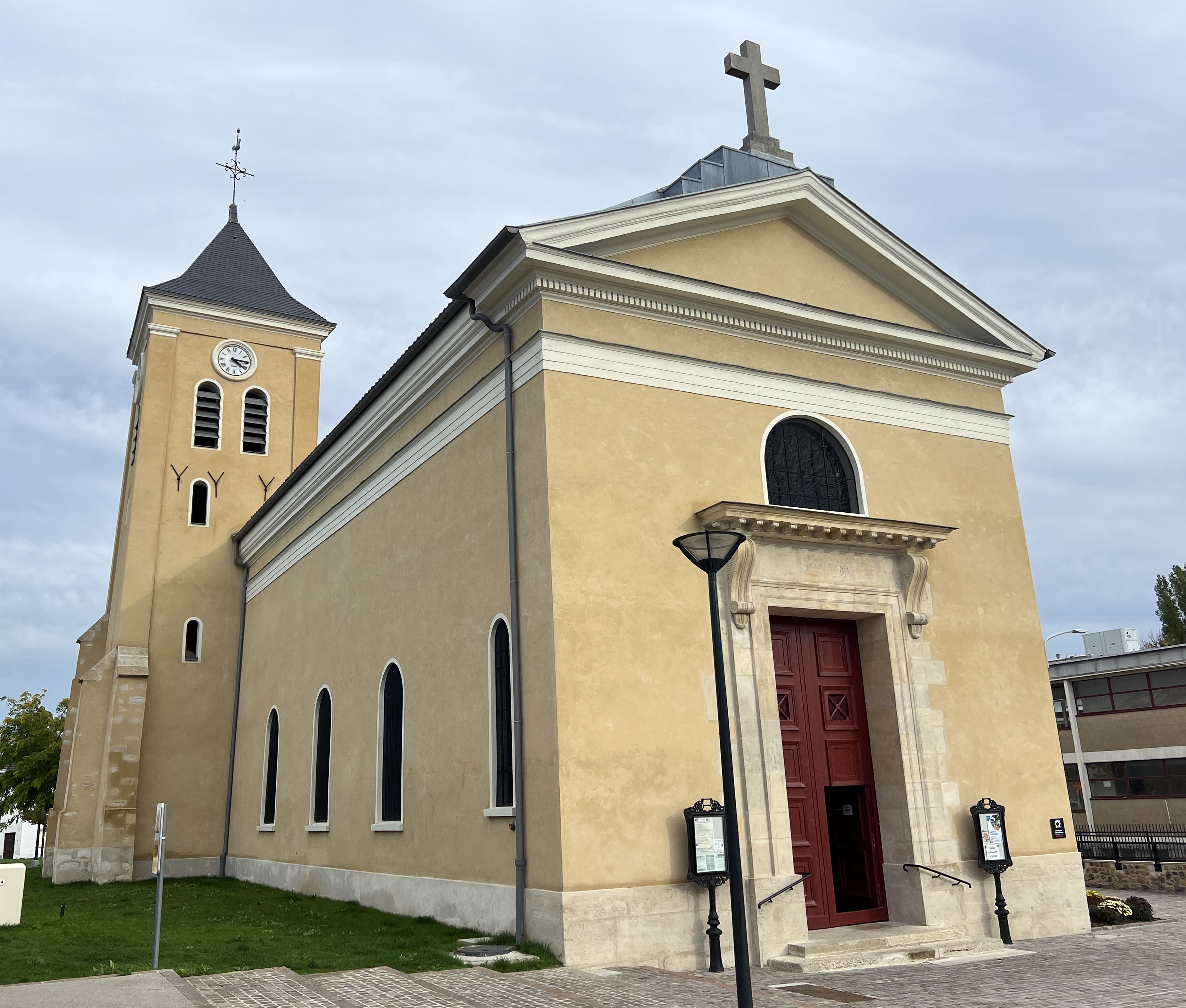
L'église Saint-Pierre Saint-Paul

La commune compte cinq lieux de cultes :
- l’Église Saint-Pierre Saint-Paul fut édifiée au XIIIe siècle et XIVe siècle. Le 29 juillet 1799, elle fut vendue à Le Doyen, qui revendit tous ses matériaux. Les habitants ne retrouvèrent leur église qu'en 1802. Aujourd'hui encore, on peut y découvrir un calvaire de François Rude ;
- la paroisse catholique Notre-dame de Lourdes située dans le quartier des Coudreaux ;
- la chapelle catholique Jésus Adolescent située dans le quartier de Franceville ;
- l'église évangélique de Montfermeil située dans le quartier de Franceville ;
- l'église syriaque orthodoxe Sainte-Marie-de-Dieu située dans le quartier de Franceville.

Lieux de cultes des villes voisines accueillants des Montfermeillois :
- Synagogue, 19 allée Chatrian - Le Raincy ;
- Église protestante unie du Raincy et des environs (communion luthérienne et réformée) - Le Raincy.

Il faut noter également la mosquée de l'avenue Jean Jaurès située dans le quartier de Franceville. En avril 2012, Xavier Lemoine ferme la mosquée par arrêté pour « gros problèmes de sécurité ». Une nouvelle mosquée, dont la première pierre a été posée en 2015, devrait ouvrir vers 2017 allée des Hortensias,.
La commune compte deux cimetières, le Nouveau cimetière, rue des Moulins et l'Ancien cimetière, rue de Coubron.

### Médias
La ville publie un mensuel pour informer ses concitoyens des différentes manifestations culturelles, politiques et sociales. La première parution du Bulletin municipal de la Ville de Montfermeil a lieu au début de l'année 1938. Le magazine mensuel change de nom à plusieurs reprises. En 2016, il se nomme Montfermeil Magazine. En plus de cette publication, un dépliant à destination des commerçants est aussi distribué trimestriellement.

### Faits divers
Montfermeil, commune de Seine-Saint-Denis, souffre d'une mauvaise réputation notamment due à une part de sa population vivant dans les quartiers pauvres comme la cité des Bosquets ou le centre-ville.

## Économie
Montfermeil a eu le siège de Titus France.
Le centre commercial des Sept-Îles accueille un des magasins du secteur de la grande distribution appartenant à Auchan.
Le centre-ville accueille un magasin du secteur du hard-discount, Lidl.
Deux marchés sont à disposition des Montfermeillois, celui des Coudreaux et celui de Barrière Blanche à Franceville.

## Culture locale et patrimoine

### Lieux et monuments

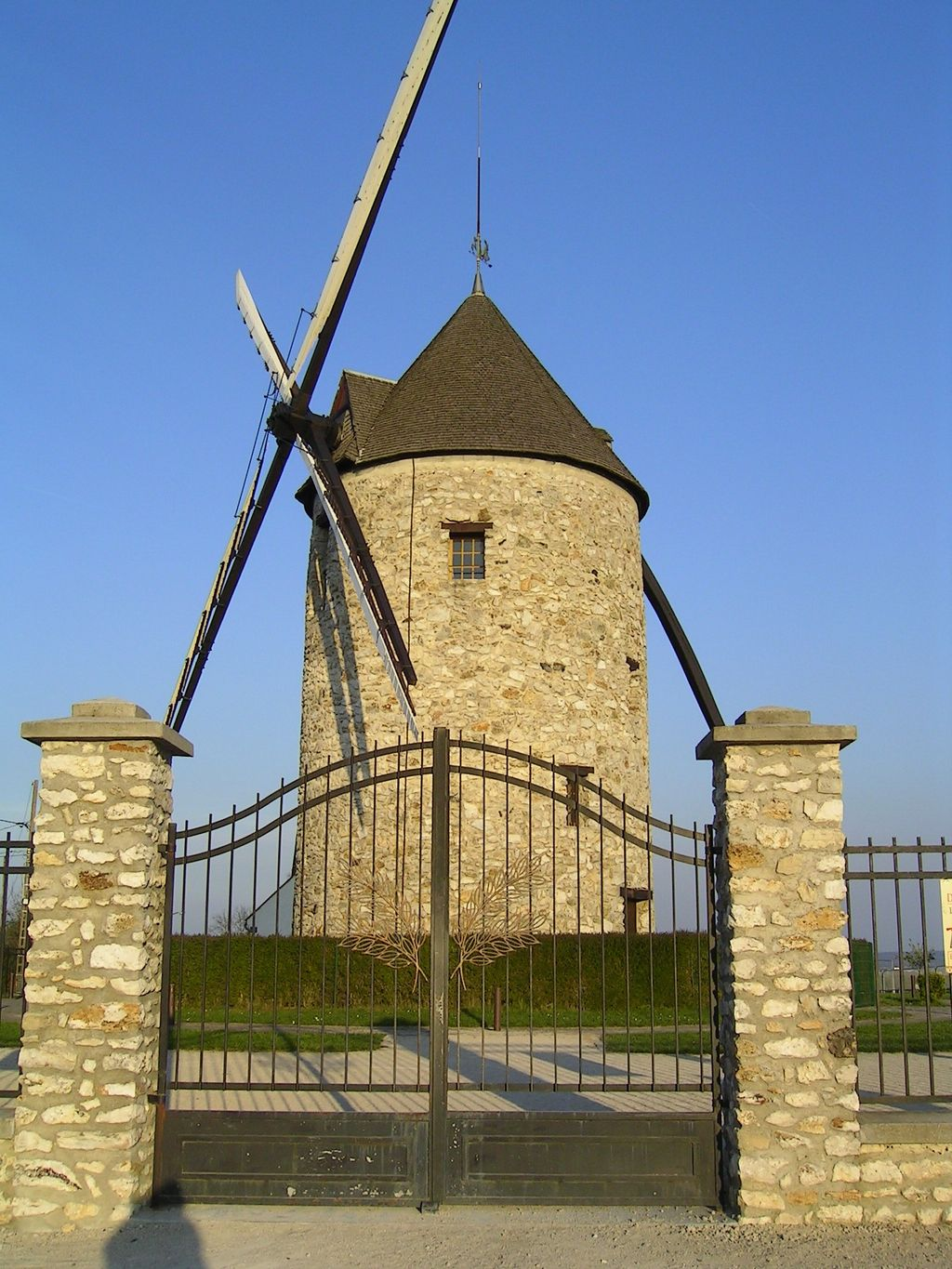
Le moulin

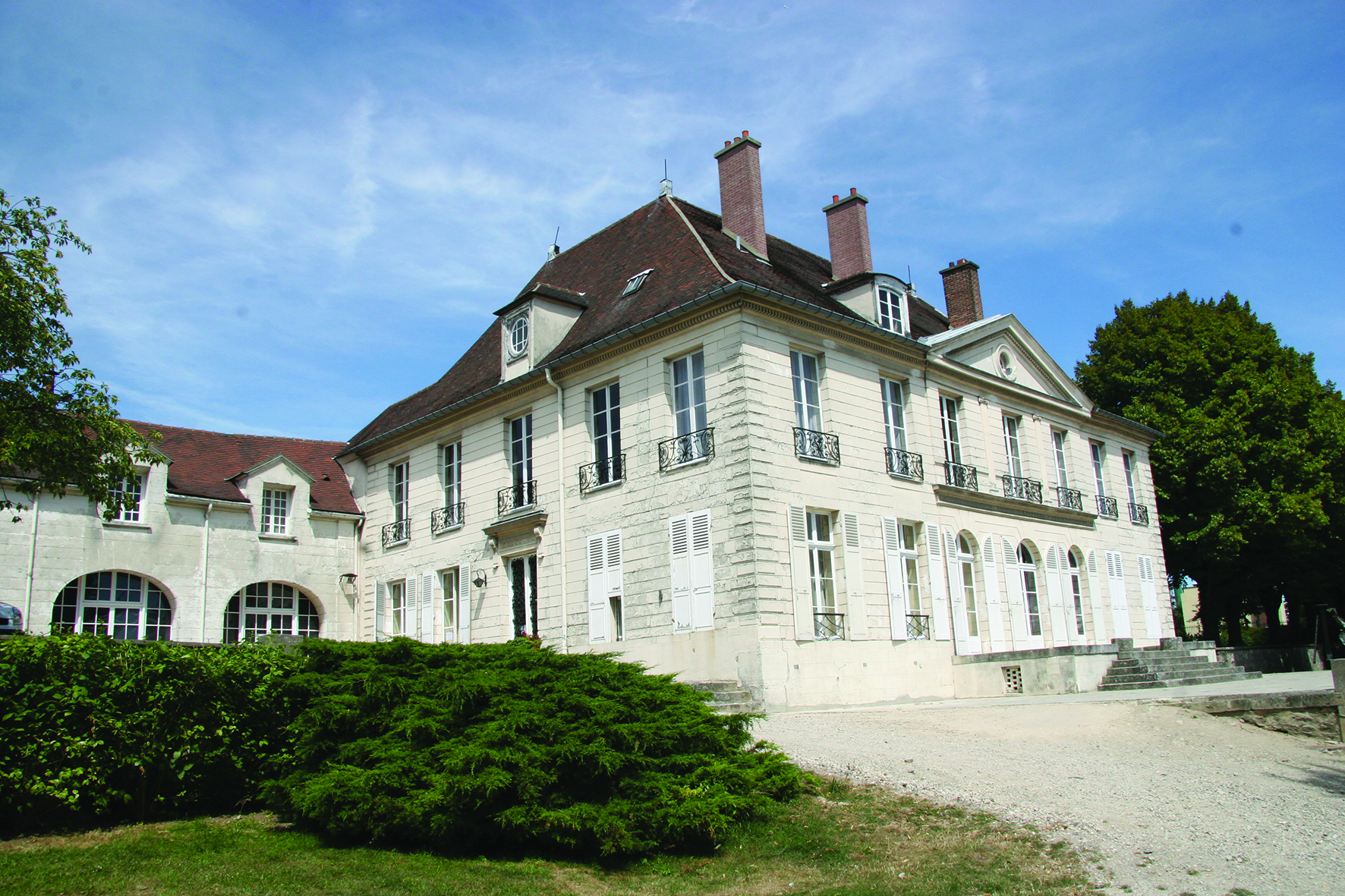
Château des Cèdres de Montfermeil

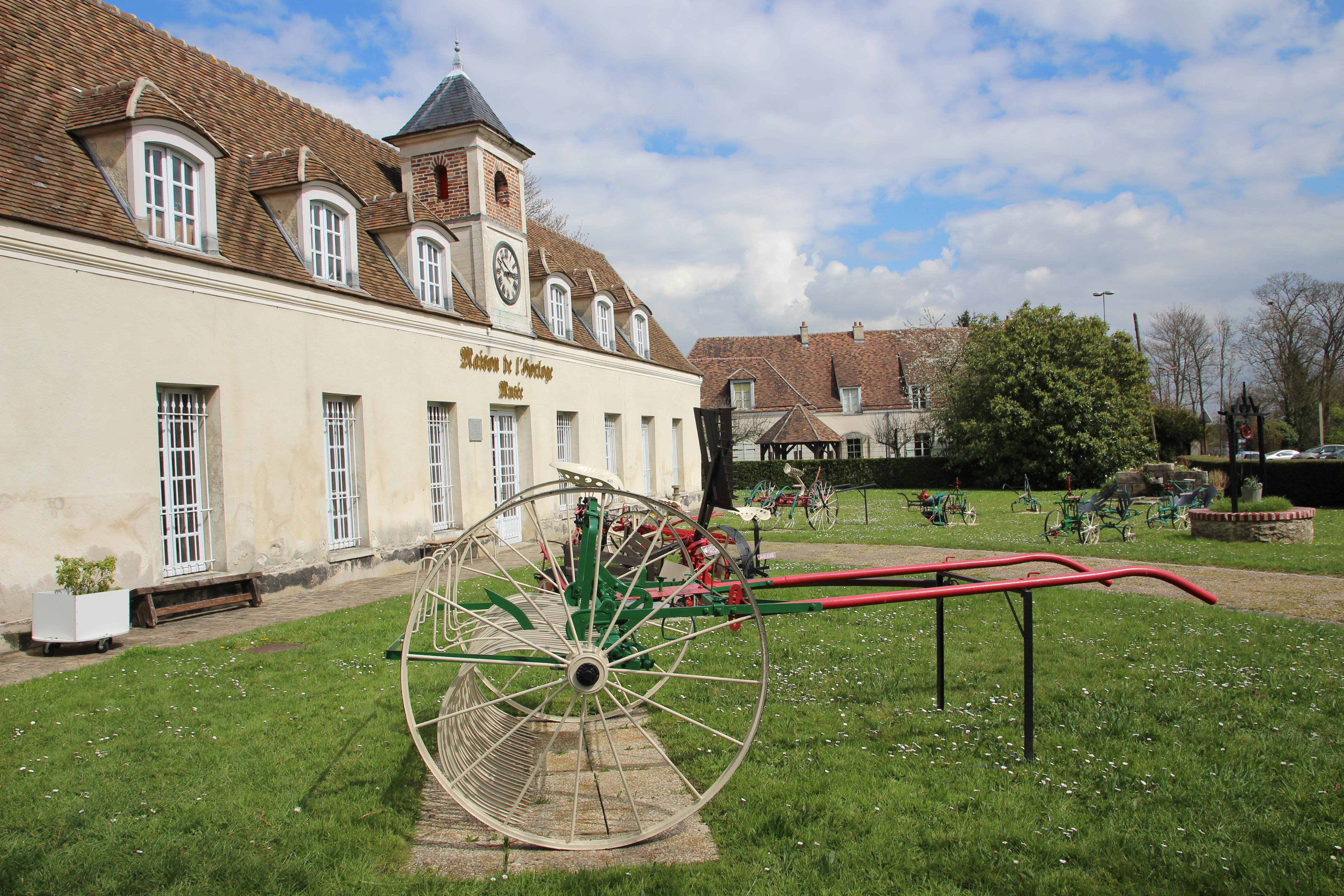
Musée du Travail de Montfermeil

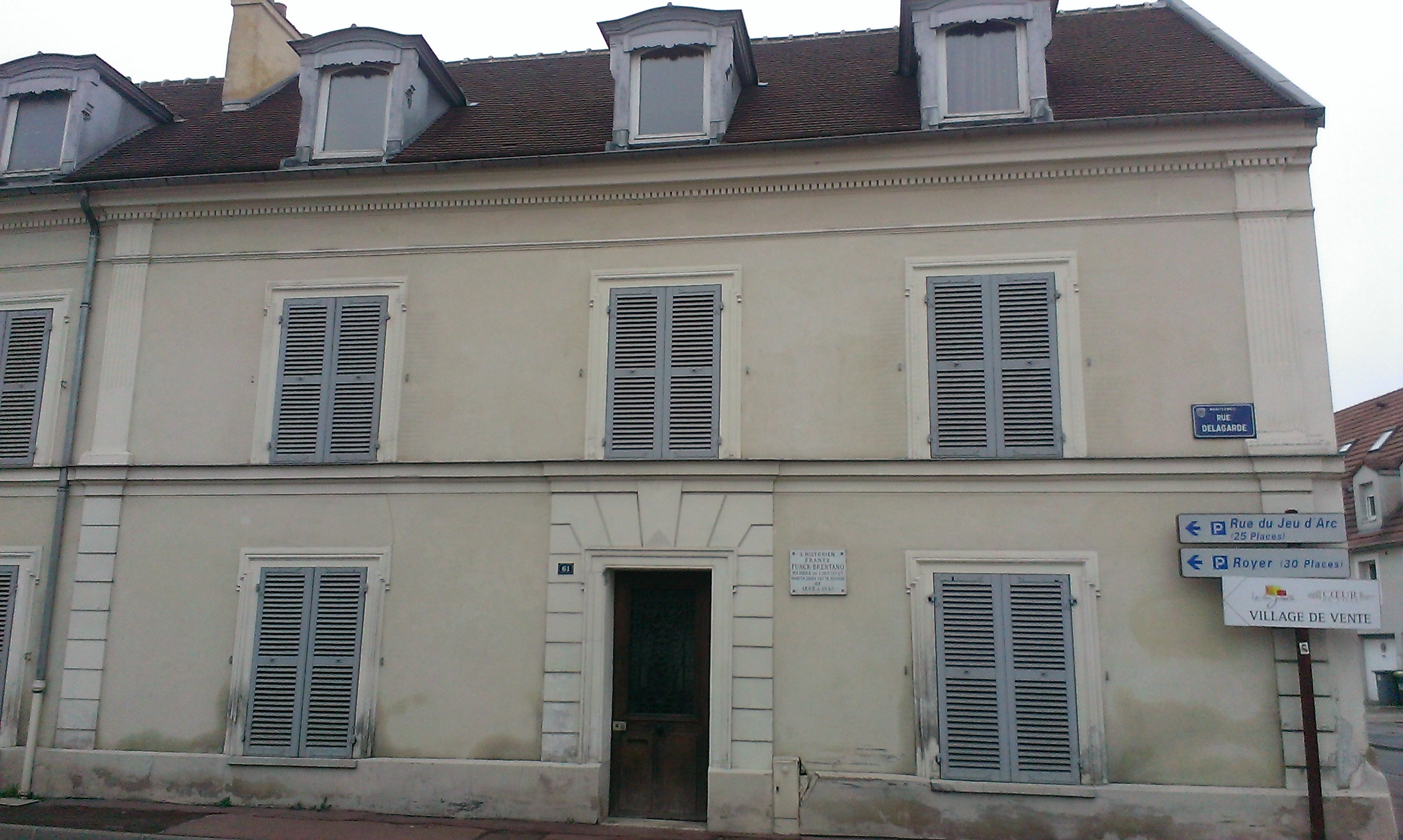
Maison habitée par Funck-Brentano

- L'Église Saint-Pierre-Saint-Paul de Montfermeil
- La ville regroupait plusieurs moulins : le moulin à eau de Saulx (vers 1200-XVIIIe siècle), le moulin de la Fosse (XVe siècle), le moulin d'En Haut, le moulin des Bruyères, le moulin à vent de Coubron, le moulin de la Tour et le moulin de la Galette, le moulin Carré (XIXe siècle), le moulin de Sempin. Il ne reste aujourd'hui que celui appelé Moulin de Montfermeil[110].
- Musée du Travail (maison de l'Horloge)
- Fontaine Jean Valjean
- Petit Château (appartenant au Département) :
Le Petit Château (ou maison de Bourlon : nom des premiers propriétaires) a été construit vers 1635. En 1869, il fut le terminus du monorail Larmanjat. De 1935 à 1962, il abrita l'institution Saint-Paul.
- Château des Cèdres (propriété communale) :
Le château des Cèdres a été construit au XVIIe siècle par Néret, Trésorier de France. Au XIXe siècle, il a été la propriété de Madame de Fleurieu qui l'aménagea. Il a été acheté par la ville en 1994.
- Inauguré le 8 septembre 2007, l’arboretum de Montfermeil présente, sur 11 hectares, une collection d’arbres et d’arbustes venant du monde entier. Les 97 arbres remarquables sont présentés sur 17 banquettes appelées « cairns » et classés selon la thématique de la « galerie de l’évolution ».
- Château de Maison-Rouge, lieu-dit établi en 1740, le château passe entre différentes mains, jusqu'à ce que le domaine soit morcelé et le château détruit en 1956[110].

La grosse borne, marque la limite de deux territoires, Clichy et Montfermeil. Elle mesure 70 cm de hauteur, 35 cm de base. Elle a été détruite lors des travaux de voirie en 1999.
- Maison « Les ormes » : située à l'intérieur de l'hospice départemental.
- Maison de Funck-Brentano : construite durant le Premier Empire. Elle fut habitée par Frantz Funck-Brentano, historien et membre de l'Institut.
- Le lavoir et la fontaine Lassaut : créés en raison du manque d'eau au XIXe siècle, et couverts en 1859.
- La Demeure : datant de l'époque de la Restauration, elle fut habitée par Charles Adolphe Wurtz.
- La Maison du Mûrier : elle fut construite par Millon, avocat de Paris en 1794, et principal rédacteur du cahier de doléances de Montfermeil.
- Monument disparu : l'ancien château de Montfermeil, construit dans les années 1680 pour Antoine Pélissier, secrétaire du Roi et achevé par l'Intendant des finances Michel Chamillart. En 1701, Michel Chamillart revend la terre et seigneurie de Montfermeil aux frères Bégon. En 1735, elle est achetée par Jean Hyacinthe Hocquart, fermier-général, qui meurt en 1764. Son fils, Jean Hyacinthe Emmanuel Hocquart (1727-1778), conseiller, puis président de la seconde chambre des requêtes au Parlement de Paris, lui succède comme seigneur de Montfermeil, qu'il fait ériger en marquisat en 1777. Dans la seconde moitié des années 1760, il fait remanier le château par l'architecte parisien Claude Nicolas Ledoux. Il a pour successeur comme marquis de Montfermeil, son fils, Jean Louis Hyacinthe Hocquart (1752-1798), maréchal des camps et armées du Roi, qui émigre à la Révolution. Son domaine de Montfermeil est vendu comme bien national, mais sa famille parvient à en reprendre possession. Passé par alliance aux familles de Fougières, puis de Nicolaï, le château est dégradé pendant l'occupation prussienne et le siège de Paris, en 1870-1871, et reste ensuite inhabité. À la mort d'Adélaïde Hyacinthe de Fougières comtesse de Nicolaï, en 1891, le château et ses abords sont vendus à des spéculateurs. Les lotissements de Franceville et des Coudreaux sont alors aménagés sur le domaine. Le château reste à peu près intact dans son gros œuvre jusqu'au début des années 1920. Son aspect à cette époque est connu par des cartes postales anciennes. Construit tout en pierre, il se composait d'un corps de logis central élevé sur deux niveaux et sept travées, couvert d'un comble mansardé. Sur chaque façade, les trois travées centrales étaient marquées par quatre pilastres soutenant un fronton triangulaire au cartouche sculpté et armorié, formant un avant-corps légèrement saillant. Le traitement des ailes différait sur chaque façade : côté cour, elles consistaient en deux pavillons saillants, construits dans les mêmes proportions que la partie centrale. Côté parc, elles prolongeaient le corps de logis sur une longueur chacune de six travées, avec une moindre élévation, l'étage n'étant qu'un simple attique, couvert par une toiture plate cachée par des balustres en pierre. La façade d'arrivée du château était précédée par une ample avenue rectiligne composant une majestueuse perspective. La façade opposée se trouvait sur un promontoire dominant un parc agrémenté d'une pièce d'eau. Devenus une ruine faute d'entretien, les restes du château de Montfermeil sont achetés en 1928 par la commune, qui les fait ensuite démolir. Leur emplacement est aujourd'hui occupé par le groupe scolaire Jean Jaurès.

### Montfermeil dans les arts et la culture

#### Littérature
- Paul de Kock, La laitière de Montfermeil : Œuvres choisies de Paul de Kock, Paris, Jules Rouff, éditeur, 1827, 180 p. (lire en ligne), p. 1-179, sur Gallica.

- Montfermeil a été mis en lumière par le roman de Victor Hugo Les Misérables. Sur un des chemins s'enfonçant dans le bois, Jean Valjean rencontre Cosette, s'en allant chercher de l'eau à la source du buisson. Une fontaine a d'ailleurs été édifiée à cet emplacement.
- André Keraudren, Crime à Montfermeil, Paris, Éditions Ferenczi, coll. « Le Verrou », 1956, 96 p..

#### Montfermeil et le cinéma
- Les Misérables est un drame policier français sorti en 2019 coécrit et réalisé par Ladj Ly dont c'est le premier long métrage de fiction, raconte une patrouille de la brigade anti-criminalité de Montfermeil qui dégénère. Le film est inspiré des violences de deux policiers du commissariat de Gagny le 14 octobre 2008 à Montferrmeil qui avaient été filmées par Ladj Ly.

### Personnalités liées à la commune
- Victor Hugo (1802 - 1885) : écrivain français, en 1845, pris en flagrant délit d'adultère, jeune pair de France, il est prié de s'éloigner quelque temps de Paris. Avec Juliette Drouet, il monte dans une diligence à Pantin qui prend la direction de Chelles où il séjourne, dans l'auberge de l'ancienne abbaye. Son poème sur le moulin de Chelles se réfère en fait au moulin de Montfermeil. En 1862, il publie Les Misérables qui popularise la ville et situe l'auberge des Thénardier ("Au Sergent de Waterloo") et le lieu de rencontre entre Cosette et Jean Valjean devant la fontaine Buisson, rebaptisée depuis fontaine Jean Valjean[111].
- Charles Gustave Hardouin de Montguyon (1775-1847), homme politique né à Montfermeil, maire de Baron, député de l'Oise en 1830.
- Gilles Michel Louis Moutier, dit Moutier Le Page, célèbre armurier.
- le Prince Adam Jerzy Czartoryski (premier ministre de la république de Pologne). Décès du prince à Montfermeil en 1864.
- Moliere, comédien. Son grand père, Entrope Maillard[112], puis son neveu Jean Baptiste Poquelin[113], y possèdent une maison.
- Jean-Baptiste Corot, peintre
- Charles-François Daubigny, peintre
- Frantz Funck-Brentano, historien, il habite cinquante ans durant à Montfermeil, dans une maison construite sous le premier Empire, 62 rue Delagarde. Son fils Christian Funck-Brentano est l'un des fondateurs du journal Le Monde.
- Honoré de Balzac, écrivain.
- Georges Seurat, peintre
- Blacko, membre du groupe de rap Sniper, né Karl Appela.
- Jean Baptiste Clément (1836 - 1903) : né dans une famille aisée, fils d'un riche meunier de Montfermeil, il quitte très jeune le foyer. Il séjourne entre mai 1875 et novembre 1876 chez ses parents à Montfermeil en clandestinité. Il écrit en 1866, Le Temps des cerises.
- Daniel Perdrigé, Maire de Montfermeil, il est fusillé le 15 décembre 1941, avec 99 otages au Mont Valérien. Il résidait rue Victor Hugo.
- Jean-Hugues Lime, réalisateur et écrivain, né à Montfermeil.
- Cartouche, comique, né à Montfermeil.
- Jean Camille Formigé architecte qui conçut les Serres d'Auteuil.
- Jules Formigé, fils de Jean Camille Formigé, qui fut architecte des monuments historiques. En 1926, sa femme, Yvonne Célérier, reçoit en legs la propriété de Formigé.
- Jeanne d'Arc[114]. Son nom est maintes fois cité dans des manuscrits de la Seigneurie de Montfermeil, sous le nom de Jeanne de Bourges.
- Frantz Bertin, footballeur international haïtien.
- Mamadou Samassa, footballeur international malien jouant actuellement au Pelita Jaya FC en Indonésie.
- Léa François, actrice, connu pour son rôle de Barbara dans Plus belle la vie, né à Montfermeil en 1988.
- Emre Akbaba, footballeur international turc jouant actuellement à Galatasaray en Turquie.
- Ladj Ly, réalisateur et scénariste ayant grandi à Montfermeil et où il a créé une école de cinéma et dont le drame policier français Les Misérables sorti en 2019 se passe à Montfermeil.
- JR, artiste ayant grandi à Montfermeil.
- Amélie Robins, soprano lyrique.
- Rabah Ameur-Zaïmeche, réalisateur ayant grandi dans la Cité des Bosquets où il a également tourné son premier long métrage, sorti en 2001, Wesh wesh, qu'est-ce qui se passe ?

### Héraldique
| Blason de Montfermeil | Blason  | De gueules à trois roses d'argent. |
| Blason de Montfermeil | Détails | Les armoiries de Montfermeil rappellent le marquisat par le blason de la famille Hocquart et l’étymologie du nom de la ville ainsi que l’activité principale du vieux village. Elles ont été confectionnées en 1923 par l’historien Frantz Funck-Brentano et Georges Lesueur, alors président et vice-vice du Syndicat d’initiative. Les armoiries de Montfermeil sont composées du blason et d’ornements : - Le Blason est lui-même constitué d’un écu en forme de bouclier. Il est de couleur rouge, ce qui signifie charité. Les roses sont le meuble de l’écu. Les Hocquart les portaient dans leur famille dès 1543. Elles représentent l’églantine des haies. Leur couleur argent signifie espérance. - Les ornements sont la couronne murale ou couronne Cybèle (en forme de muraille à quatre tours crénelées, placée en cimier). C’est un rappel du premier nom de la ville « Montefirmo » signalé en 1122 (mont fermé ou fortifié). C’est aussi, dans les armoiries des villes, le symbole que portaient les déesses grecques protectrices des cités. Le tout est entouré de pampres de vignes rappelant l’activité agricole de la ville qui fut essentiellement vinicole jusqu’au XXe siècle. Leur couleur verte signifie la force. Les couleurs dominantes des armoiries de Montfermeil sont le rouge et le vert. Ces armes sont issues de celles des Hocquart, connues depuis le XVIe siècle. Cette famille fut le premier marquis de la ville au XVIIIe siècle, encadrées de vignes, principale activité agricole du village jusqu'au XIXe siècle. Le statut officiel du blason reste à déterminer. |

## Pour approfondir